# Inder in Südafrika

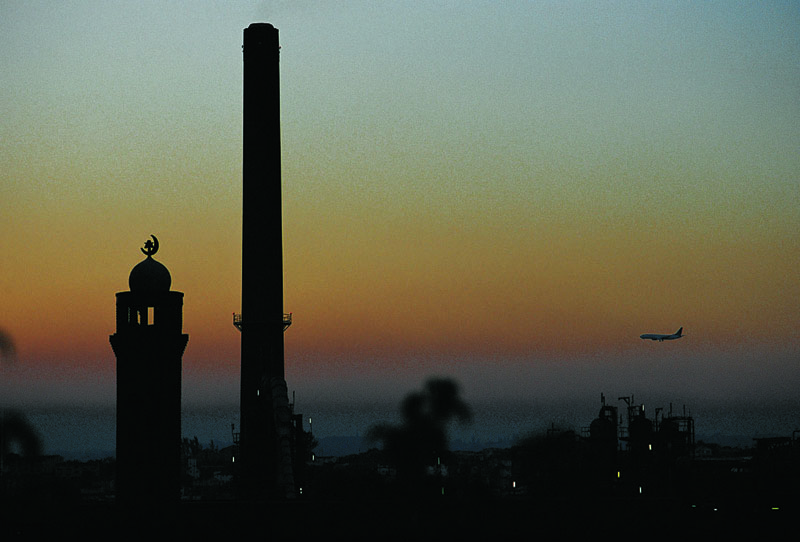
Durban

Die Inder in Südafrika bilden weltweit eine der größten Diasporagruppen Indiens. Sie trugen nach 1860 von Durban aus zur ökonomischen und demographischen Entwicklung auf dem Gebiet der heutigen südafrikanischen Provinz KwaZulu-Natal signifikant bei und erwuchsen zu einer einflussreichen kulturellen, politischen, wirtschaftlichen und sozialen Kraft in Südafrika. Der Anteil dieser Bevölkerungsgruppe an der Gesamtbevölkerung Südafrikas betrug um 2013 etwa 3 Prozent und umfasste damit etwa 1,5 Millionen Menschen.

## Allgemein

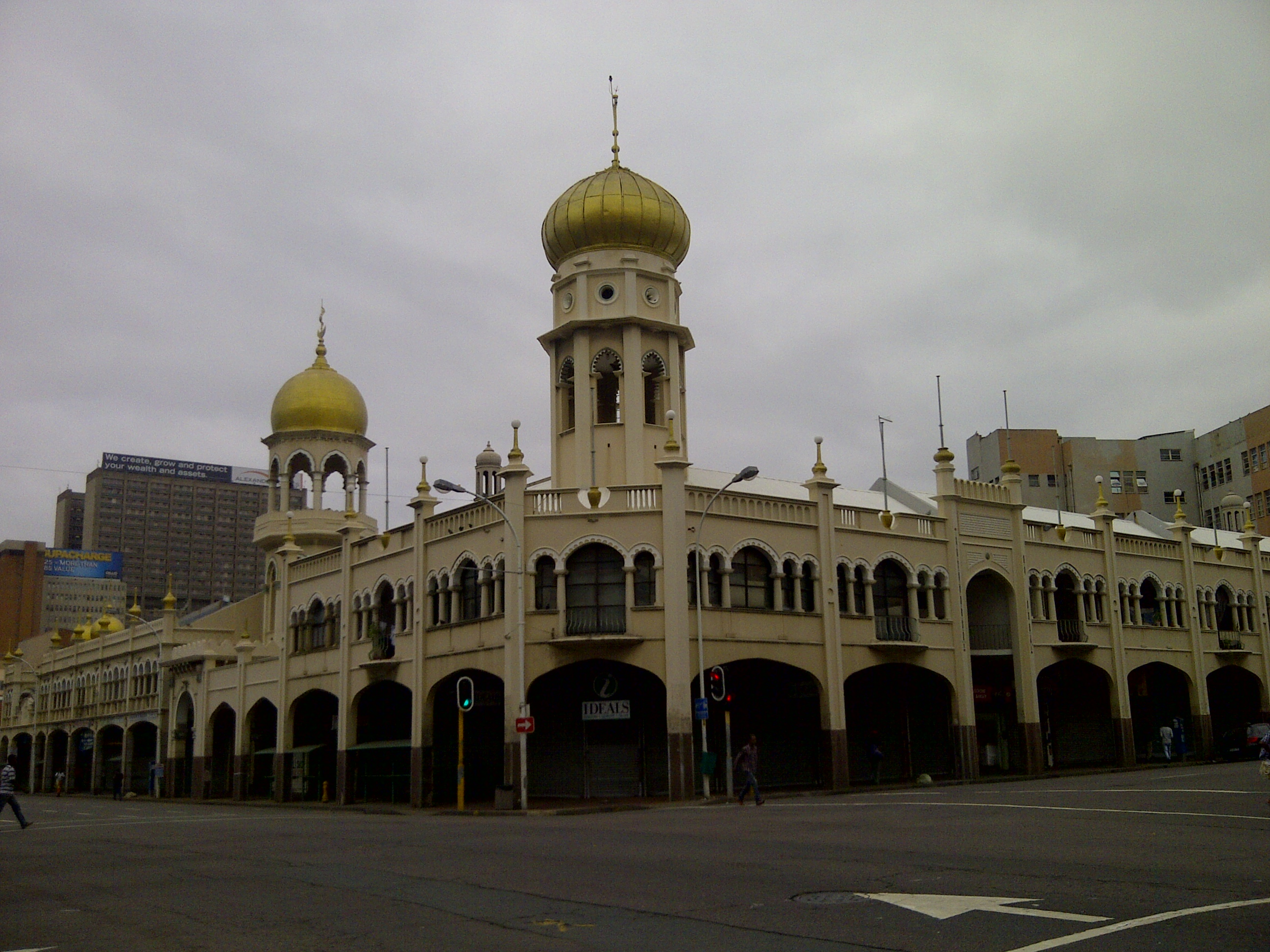
Moschee der indischen Bewohner von Durban in der Grey Street

Nach Auffassung von Alwyn Didar Singh, einem ehemaligen Staatssekretär des Ministry of overseas Indian affairs in Indien, ist die südafrikanische Hafenstadt Durban die Metropolregion mit dem zahlenmäßig stärksten Einwohneranteil außerhalb des indischen Subkontinents. Renu Modi, ehemaliger Direktor des Centre for African Studies an der University of Mumbai, schätzt ein, dass in Südafrika die größte indischstämmige Bevölkerungsgruppe auf dem afrikanischen Kontinent lebt.
Die indischstämmige Bevölkerung Südafrikas wird in der Fachliteratur häufig unter dem Oberbegriff „Asiatics“ (deutsch: Asiaten) zusammenfassend geführt und dieser dahingehend synonym zur Bezeichnung „Inder“ verwendet. Nach 1903, in der Endphase der Qing-Dynastie, kamen aber auch chinesische Kontraktarbeiter in das Gebiet von Transvaal. Etwa ein Viertel der asiatischen Bevölkerungsgruppe gab Anfang des 20. Jahrhunderts an, dass ihre Muttersprache Chinesisch sei. Die Abgrenzung des demographischen Gruppenbegriffs „Asiatics“ in Südafrika unterlag stets differenzierten Auffassungen.

## Geographische Verteilung in Südafrika
Die bevorzugten Wohnregionen der indischstämmigen Bevölkerung Südafrikas liegen in den Provinzen KwaZulu-Natal (etwa 80 Prozent) und Gauteng (etwa 15 Prozent). Eine kleinere Gruppe (etwa 5 Prozent) lebt in Kapstadt und dessen Umgebung.
In KwaZulu-Natal weist Durban unter den Städten der Provinz die größte Zahl indischstämmiger Einwohner auf. Ferner zählen die Siedlungen Chatsworth, Phoenix, Tongaat, Verulam und KwaDukuza zu den wichtigsten Wohnorten. In der Küstenregion von Durban leben etwa 500.000 Inder. Im benachbarten Pietermaritzburg erreicht die Zahl dieser Einwohnergruppe etwa 200.000 Personen. Weitere Orte mit signifikantem Bevölkerungsanteil sind Dundee, Glencoe, Ladysmith und Newcastle.
In der Provinz Gauteng konzentriert sich die indische Bevölkerung auf die Ortschaften Lenasia südlich von Soweto sowie Laudium und weitere Vorstädte von Pretoria.
Kleinere Gruppen leben in der Provinz Eastern Cape sowie in weiteren südafrikanischen Provinzen.
Indischstämmige Bevölkerungsgruppen auf dem afrikanischen Kontinent existieren auch in anderen Staaten. Eine nennenswerte Anzahl gibt es in Mosambik und Tansania. Für die Arbeit in Zuckerrohrplantagen kamen Kontraktarbeiter auch nach Mauritius.

## Überblick zur sozio-ökonomischen Entwicklung

### Frühe Einwanderung durch Sklavenarbeit
Seit 1684 kamen Inder nachweislich in das südliche Afrika. Sie wurden als Sklaven für die Aktivitäten der Niederländischen Ostindien-Kompanie (VOC) zuerst in Kapstadt angesiedelt. Es wird geschätzt, dass diese Gruppe mehr als 16.000 Personen umfasste. Zwischen 1690 und 1725 sollen Indischstämmige etwa 80 Prozent des Sklavenanteils am Kap ausgemacht haben. Bis zur Beendigung der Sklavenwirtschaft in der Kapkolonie im Jahre 1838 blieb dieser hohe Anteil bestehen.

### Entwicklungen im 19. Jahrhundert

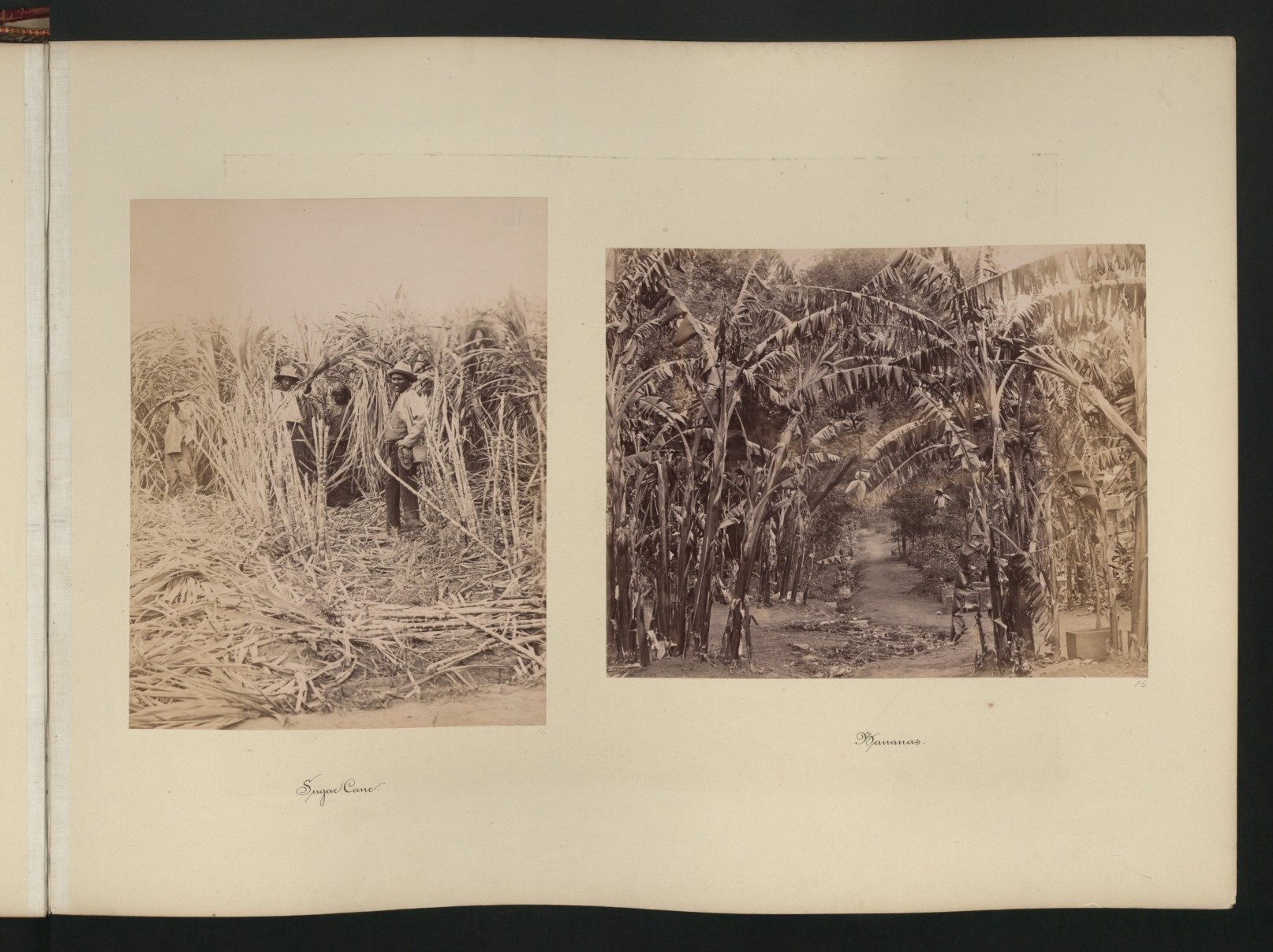
Zuckerrohr- und Bananenplantage in Südafrika (historische Fotografie)

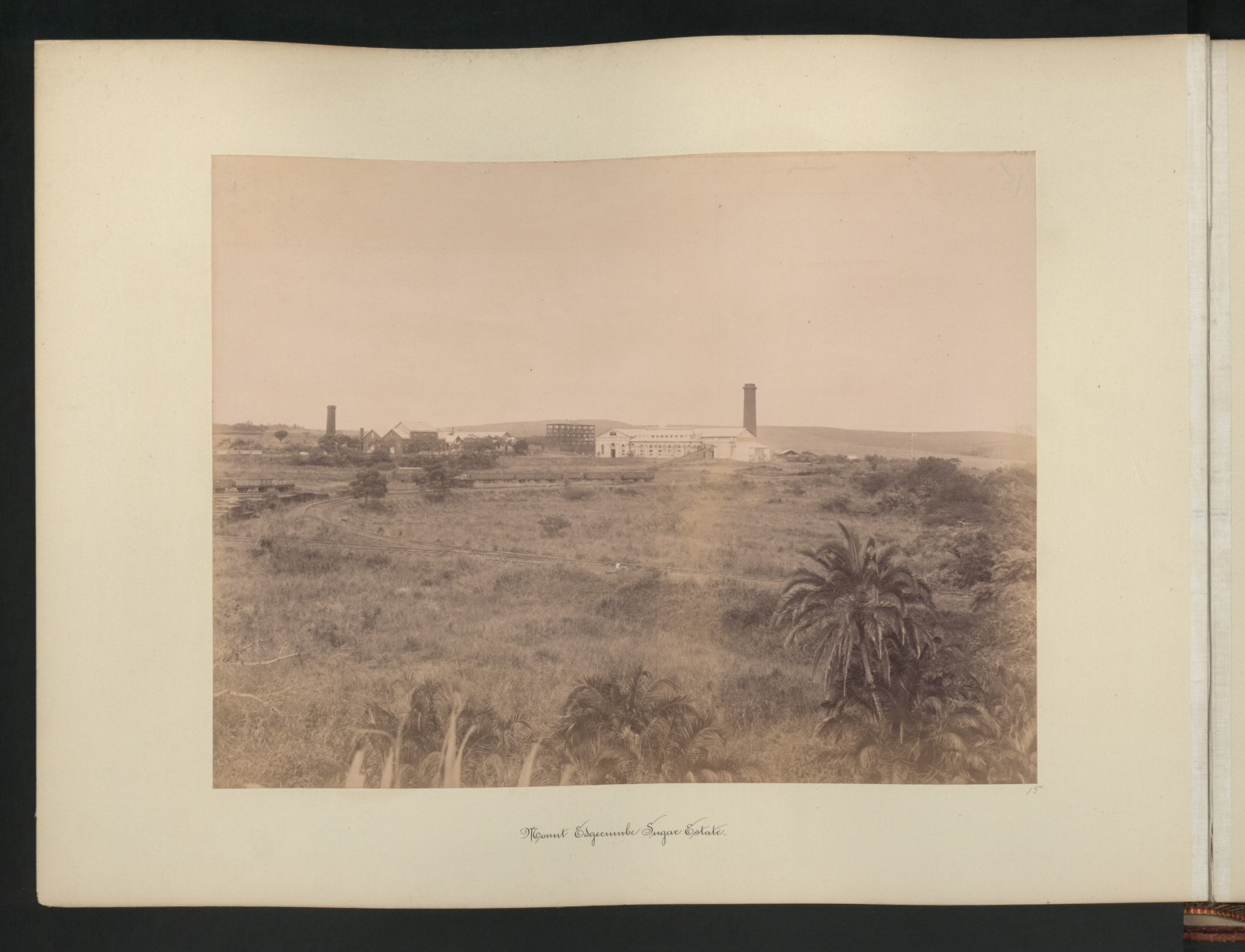
Zuckerfabrik in Mount Edgecombe, nördlich von Durban (historische Fotografie)

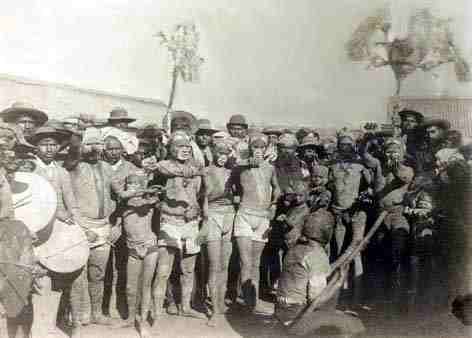
Frühe indische Einwanderer als Kontraktarbeiter in Durban

#### Indische Landwirtschaft in Natal des 19. Jahrhunderts
Als bedeutendster historischer Ausgangspunkt der indischstämmigen Bevölkerungsgruppe in Südafrika gilt jedoch allgemein die massive Einwanderung agrarwirtschaftlich interessierter Kontraktarbeiter (indentured servants) seit der zweiten Hälfte des 19. Jahrhunderts. Nach 1860 kamen hauptsächlich über den Hafen Durban indische Arbeitskräfte mit Zeitverträgen für Tätigkeiten in der Zuckerwirtschaft von Natal. Die Kontraktarbeiter zogen im zunehmenden Maße und zeitversetzt eine wachsende Anzahl freiwilliger Einwanderer aus Indien nach oder wurden nach den 5 Pflichtjahren ihres Vertrages vielfach selbst freiwillige Einwohner von Natal. Für Rückkehrwillige übernahm jedoch die Regierung in Pietermaritzburg anfallende Aufwendungen. Erst im Jahre 1911 verbot die indische Regierung diese Praxis der Anwerbung von Arbeitskräften. Zwei Drittel von ihnen waren zu dieser Zeit Hindus und sprachen Tamil oder Telugu. Der andere Teil setzte sich aus Muslimen und Christen zusammen.
Seit 1872 nutzten Inder in der Umgebung von Durban eigenständig Land, zunächst in Pacht, später als Eigentum, und errangen vorwiegend als Gartenbaubetriebe einen wachsenden Marktanteil in der regionalen Versorgung mit Gemüse und Tabak, der einige Jahre später in Pietermaritzburg und Durban monopolartige Dimensionen annahm. Zunächst entfalteten sich die kleinen Gartenbaubetriebe landeinwärts zentrumsnah in Durban, das damals von europäischen Einwanderern dominiert war. Die Flächen für den Gemüse- und Obstanbau lagen in den südlich des Hafens befindlichen Küstenebenen, am westlichen Rand bei Sydenham und Mayville, bei den Berea-Hügeln und zwischen dem Umbilo- und dem Umgeni-Fluss. Im Zuge des stadträumlichen Wachstums wurden diese Areale schrittweise umgenutzt und die indischen Gartenbauer verlagerten ihre Aktivitäten in Gebiete um Pinetown entlang der damaligen Verkehrswege zwischen Durban und Pietermaritzburg. Weitere Flächenexpansionen gab es in Richtung Hammarsdale.
Oft zogen sie, wenn das Land zu wertvoll für die gartenbauliche Nutzung geworden war und bei spürbarem Flächenmangel in dessen Umgebung, aus ökonomischen Erwägungen in Gruppen von einer Farm zur nächsten. Dieser kaskadenartig verlaufende Prozess, typischerweise von spekulativen Vorgehensweisen flankiert, vollzog sich auch im Umfeld von Pietermaritzburg und anderen Städten. Innerhalb dieser Entwicklung gaben immer mehr Inder ihre Tätigkeit als Gärtner auf und fanden fortan Betätigungsfelder im Handel und in der Industrie. Dieser Transformationsprozess nahm nach 1904 deutlichere Konturen an, wobei sich größere Landwirtschaftsbetriebe mit besserer Kapitalausstattung herausbildeten. Von diesen Wandlungen weniger betroffen waren die mehrheitlich durch indischstämmige Eigentümer beherrschten Zuckerrohranbaugebiete bei Stanger und Lower Tugela nördlich von Durban sowie im Umfeld von Umzinto und Port Shepstone am südlichen Küstenabschnitt Natals.
Typische Produkte des indischen Gartenbaus für den Privatkonsum in Natal waren zu dieser Zeit:
- für indische Konsumenten: Hülsenfrüchte, Kürbisse
- für europäische Konsumenten: Gartensalat, Rote Beete, Karotten, Echter Sellerie
- für Konsumenten aller Gruppen: Weißkohl, Blumenkohl, Tomaten, Früchte

#### Inder in anderen Regionen des späteren Südafrikas
Die Regierung des Oranje-Freistaates verbot 1891 mit einer Rechtsverordnung, dass Inder auf ihrem Gebiet Land erwerben oder nutzen durften. Ähnlich reagierten die Behörden der Transvaal-Republik, die 1885 mit dem Transvaal Act No. 3 den freien Erwerb von Grundstücken für Inder untersagten. Ausnahmen wurden für ausgewählte Straßen, kleine Quartiere oder besonders ausgewiesene Areale gewährt. Dazu bediente man sich der Begründung „for purposes of sanitation“ (deutsch: für Hygienezwecke). Mit einer staatlichen Verordnung, der Ordinance 17 aus dem Jahre 1905, richtete man Gemeindebezirke für „Asiaten“ ein. In der Kapkolonie bestanden keine diesbezüglichen Verbote, obwohl die Bewegungsfreiheit hin zu den benachbarten Staaten eingeschränkt war.

### 1900 bis 1911

#### Einwanderung und Bürgerrechte

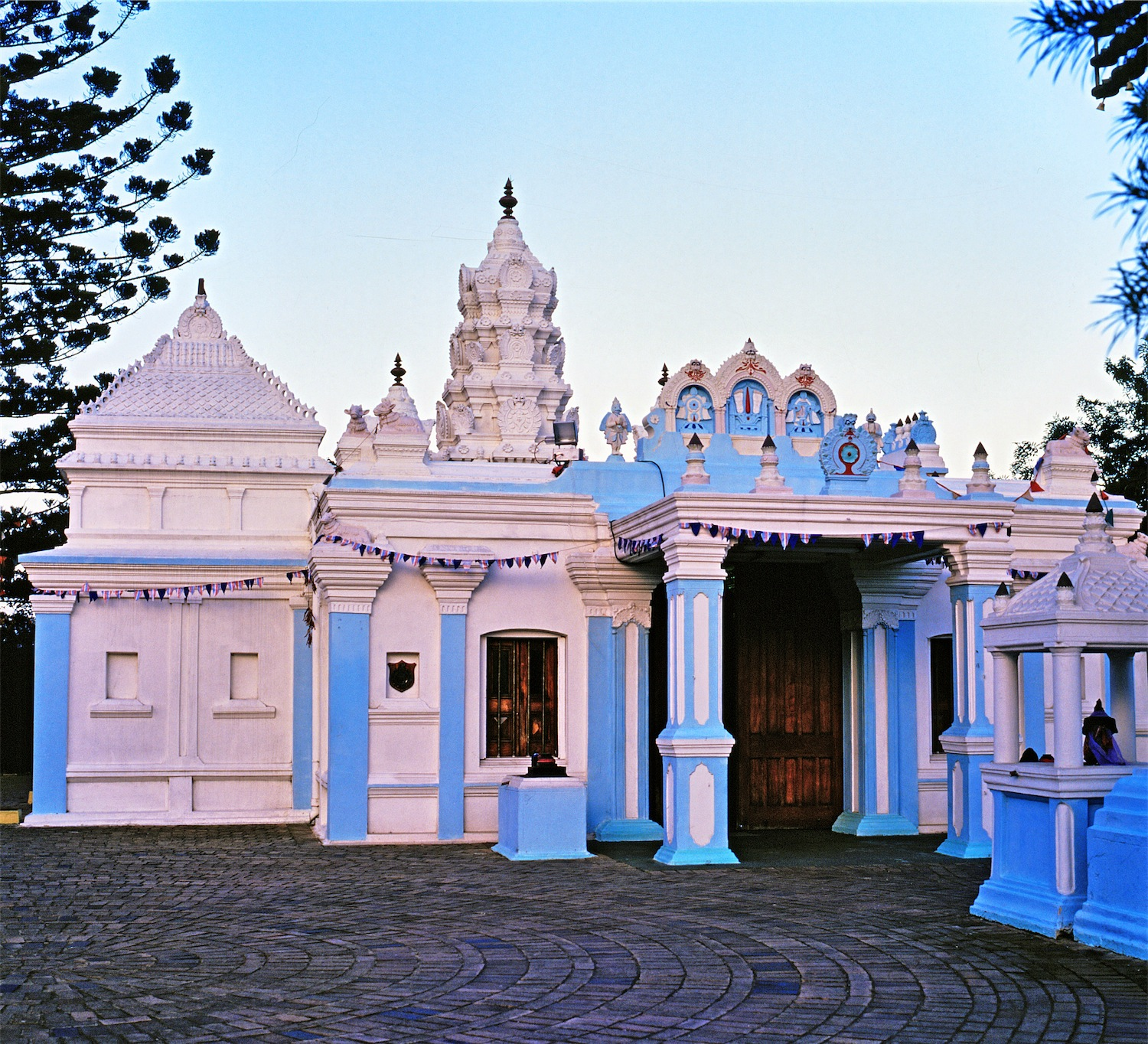
Der 1906 erbaute Narainsamy-Tempel der Hindus an der Inanda Road im Durbaner Stadtteil Newlands

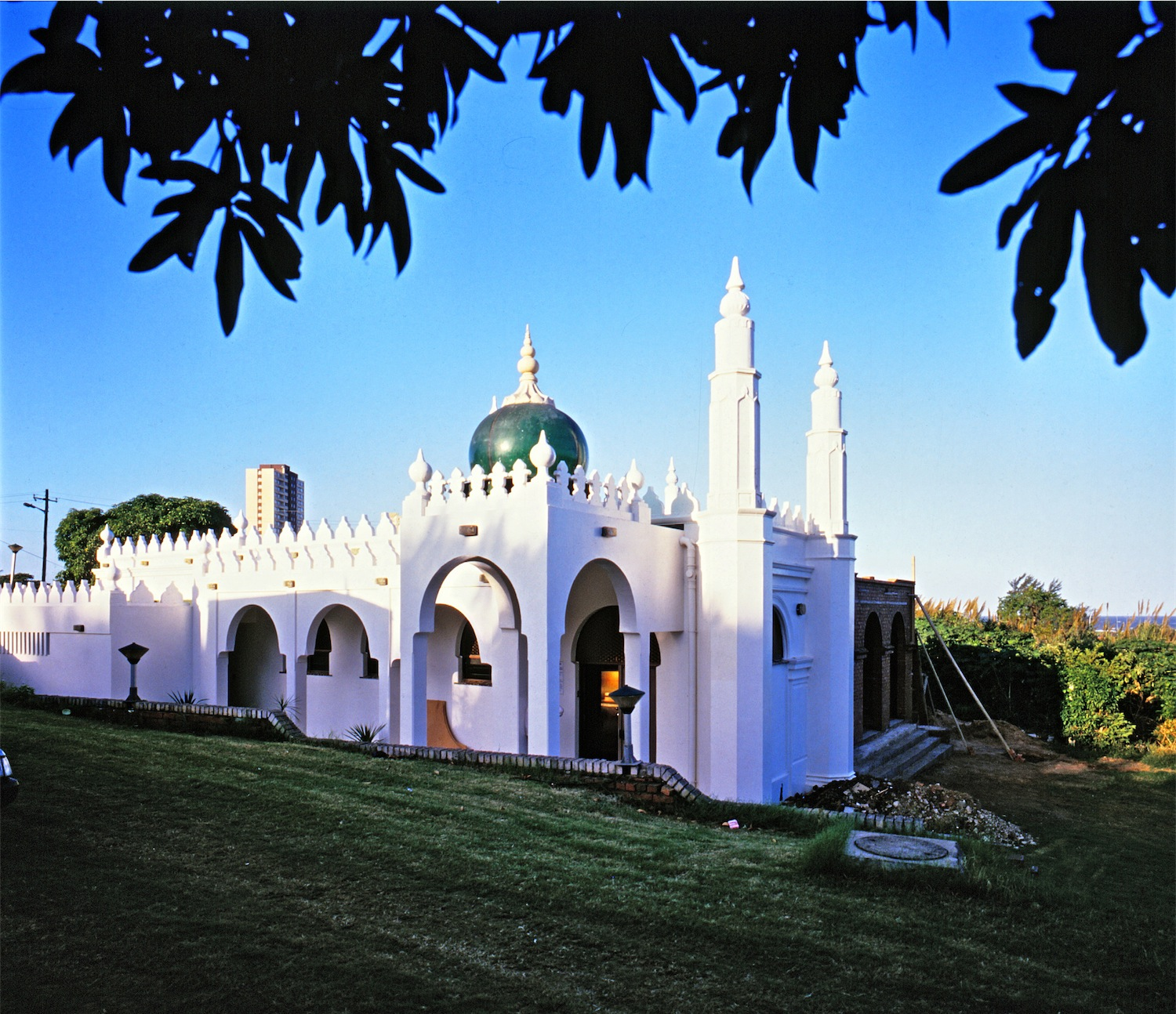
Die Riverside-Moschee des Sufi Sahib im Durbaner Stadtteil Umgeni

Um 1900 wanderte eine große Zahl Inder in das Gebiet des heutigen Südafrikas ein. Viele von ihnen kamen aus Britisch-Indien und verstanden sich als britische Untertanen. Demzufolge gingen sie von der Voraussetzung aus, wie alle anderen Bürger des British Empire behandelt zu werden und mit den gleichen Rechten ausgestattet zu sein.
1903 wandte sich eine in East London lebende Gruppe von Indern mit einem Hilfeersuchen an den Indischen Nationalkongress in Bombay, da sie die Gemeindeordnung ihres südafrikanischen Aufenthaltsortes für sich als einschränkend und demzufolge unakzeptabel empfanden. Im selben Jahr kam es zur Gründung der Transvaal British Indian Association, die später in Transvaal Indian congress umbenannt wurde. Mahatma Gandhi war an ihrem Aufbau maßgeblich beteiligt, wobei er dafür in der indischen Bevölkerung von Transvaal starke Unterstützung fand. Als Sekretär dieser Organisation gelang es ihm, Einfluss auf deren Wirken zu nehmen.
Gandhi schuf 1904 nördlich von Durban und am Rande der Ortschaft Inanda ein Siedlungsprojekt, das den Namen Phoenix Settlement erhielt. Von hier lenkte er die Aktivitäten des passiven Widerstands in Natal und Transvaal. Hier ließ er auch die Zeitung Indian Opinion drucken und mit deren Hilfe seinen Auffassungen schriftlich verbreiten.
Der Transvaal Asiatic Registration Act von 1907 (Act No. 2 / 1907) und in seiner endgültigen Fassung aus dem Jahre 1908 setzte einen Prozess des Widerstandes gegen die Ungleichbehandlung indischstämmiger Einwanderer durch die von Buren dominierten Verwaltungen der Transvaal-Republik in Gang. Mit diesem Meldegesetz wurden die Inder aufgefordert, neben ihren persönlichen Daten zur Registrierung einen Fingerabdruck des Daumens zu übermitteln. Waren sie dazu nicht bereit, konnte ihnen das Recht auf eine freie Handelstätigkeit verweigert werden. Wer nicht in Besitz der Meldebescheinigung war, lief Gefahr, kurzfristig des Landes verwiesen oder mit einer unverzüglichen Geldstrafe belegt zu werden.
Bereits die vor diesem Gesetz in der Transvaal Government Gazette angekündigte und am 20. September 1906 durch die britischen Behörden genehmigte Verordnung ihrer Kronkolonie Transvaal, die Asiatic Law Amendment Ordinance No. 2 (genannt Black Act), gab Anlass zu erheblicher Kritik und organisierten Protestaktionen. Am 11. September 1906 fand eine von Gandhi vorbereitete, durch Abdul Gani geleitete und im  Imperial Theatre von Johannesburg abgehaltene Versammlung statt, worauf 3000 Unterstützer der dargelegten Protestnote gegen diese Regelungen folgten. Noch im Oktober desselben Jahres reiste Gandhi nach London, um dort den Secretary of State for the Colonies, Lord Elgin, und John Morley, Secretary of State for India, sowie einige Parlamentsmitglieder in dieser Angelegenheit zu treffen. Er erreichte im Ergebnis seiner Visite sogar eine Vetoerklärung von höchsten Stellen, jedoch verliehen die Briten ihrer Kronkolonie zum 1. Januar 1907 den Selbstverwaltungsstatus. Dieser ermöglichte es nun der dortigen Regierung unter General Louis Botha, einen neuen Gesetzgebungsprozess einzuleiten, aus dem der Entwurf des Transvaal Asiatic Registration Act hervorging.
Nachdem die Regierung in London ihn im Rechtsaufsichtsverfahren am 9. Mai 1907 genehmigte, erlangte dieses Gesetz am 31. Juli 1907 in der Kronkolonie Transvaal Gültigkeit. Am selben Tag fand in Pretoria eine Massenkundgebung von Indern aus Protest gegen die Bestimmungen in diesem Gesetz statt. Hierbei formte sich unter den Anwesenden der Wille zum passiven Widerstand (Satyagraha) gegen diese Regelungen. Die Satyagraha-Bewegung Gandhis für Freiheit und Gerechtigkeit schuf für die Bildung des politischen Bewusstseins innerhalb der indischstämmigen Bevölkerung im südlichen Afrika einen Meilenstein. Sie fand andernorts weitere Verbreitung und entfaltete dabei weltweite Wirkung.

#### Landwirtschaft
Anfang des 20. Jahrhunderts kamen unter der europäischstämmigen Bevölkerung erste politische Forderungen gegen die Expansion der indischen Landwirtschaft auf. Die Schwerpunktregionen indischer Agrarwirtschaft um Durban festigten sich bis 1900 in den ehemaligen Distrikten von Clairwood, Cato Manor und Overport sowie an der Nordküste Natals in den Distrikten Inanda und Stanger. Was als kleinmaßstäblicher Gartenbau auf ungenutzten Flächen mit der Kultivierung von Tabak, Mais und Bohnen begann, wandelte sich nicht nur zu Zuckerrohrplantagen, sondern auch in einen großflächigen Anbau von Bananen, Ananas und Papayas.

### 1911 bis 1939

#### Der Bergarbeiterstreik der Inder von 1913
Der Streik indischer Bergarbeiter (Indian Mineworkers Strike) begann organisatorisch im September 1913 durch Frauengruppen in Natal und Transvaal. Am 13. Oktober fand in Newcastle eine Arbeitsbesprechung mit Gandhi und Thambi Naidoo, dem Präsidenten der Johannesburg Tamil Benefit Society statt, aus der eine Organisationsgruppe für künftige Aktivitäten hervorging. Am 29. Oktober 1913 leitete Gandhi wegen der diskriminierenden Regulierungen im Immigrants Regulation Act einen Protestmarsch von Newcastle nach Transvaal und wurde am folgenden Tag in Palmford von der Sicherheitspolizei in Arrest genommen. Thambi Naidoo mobilisierte unmittelbar darauf erneut die Bergarbeiter. Nach einigen unbefriedigend gebliebenen Aktionen kam es zu Protestaktionen von 4000 bis 5000 Arbeitern in den Kohleabbauregionen von Transvaal und Natal. Bis Ende November hatte sich der Streik auf die Nord- und Südküste von Natal ausgeweitet. In Durban wurde von Industrie- und Eisenbahnarbeitern die Arbeit niedergelegt. Hunderte indischer Beschäftigte bei South African Refineries, Hulett's Refinery, Wright's Cement sowie in Chemiebetrieben und Keramikfabriken beteiligten sich am Streik. Es kamen Beschäftigte aus Wäschereien, Krankenhäusern und Bäckereibetrieben hinzu. Schließlich stellten sogar indische Gastronomen ihren Betrieb ein. Insgesamt sollen 16.000 Beschäftigte den Streik aktiv unterstützt haben.

#### Politik gegen und für die indische Bevölkerungsgruppe
Der damalige Innenminister Patrick Duncan brachte 1923 einen Gesetzesentwurf (Class Areas Bill) ein, der wesentliche Rechte der indischstämmigen Bevölkerung neu regeln und faktisch einschränken sollte. Am 27. Januar 1924 führten der Natal Indian Congress und die Natal Indian Association eine Großdemonstration unter Beteiligung von 3000 Personen in Durban an, um ihre ablehnenden Positionen zum Entwurf des Class Areas-Gesetzes zum Ausdruck zu bringen.
Am 15. Februar 1924 sprach eine Delegation des South African Indian Congress (SAIC) beim Innenminister vor, wobei ein Memorandum mit Einwänden gegen die Intentionen des Class Areas Bill überreicht wurde. Im weiteren Verlauf griff die auf Einladung des Natal Indian Congress nach Südafrika gekommene Dichterin Sarojini Naidu diesen Diskurs auf und mobilisierte damit Teile der Öffentlichkeit. Während ihres Aufenthaltes konnte sie die Parlamentsdebatte um den Class Areas Bill vor Ort verfolgen. Die damalige Regierung entschied sich schließlich, dass dieses Gesetz vor den Wahlen im Juni 1924 nicht mehr beschlossen werden solle. Zwischen dem 21. und 25. April fand eine Konferenz des South African Indian Congress in Durban statt. Die Anwesenden beschlossen, den Vorschlag von Sarojini Naidu zu einer Round-Table-Konferenz zwischen den Delegierten des SAIC sowie Vertretern der Unionsregierung und der indischen Regierung aufzugreifen. Am 8. April wandte sich die indische Regierung telegrafisch an die Regierung der Südafrikanischen Union und schlug eine Round-Table-Konferenz vor. Mit der Antwort des südafrikanischen Generalgouverneurs wurde die Vorbedingung formuliert, dass die Rückführung von Indern die wichtigste Gesprächsgrundlage sein müsse.
Es wurden zu dieser Zeit weitere Versuche zur Schwächung der indischen Bevölkerung in Natal unternommen. Die Boroughs Ordinance No. 19 of 1924 (etwa: Gemeindeverordnung) diente dazu, den Indern das allgemeine Wahlrecht in Natal zu nehmen. Die Township Franchise Ordinance wurde vom damaligen Provinzrat Natals (Provincial Council of Natal) beschlossen, um auf diesem Wege den Indern das kommunale Wahlrecht zu entziehen. Diese und weitere Rechtsvorschriften sind 2006 durch ein Rechtsbereinigungsgesetz der Provinz KwaZulu-Natal förmlich aufgehoben worden.

#### Antiindische Politik unter Premierminister Hertzog
Mit dem Antritt der Regierung unter Premierminister Barry Hertzog im Jahre 1924 verschärfte sich der politisch-legislative Druck gegen nichteuropäische Bevölkerungsgruppen, so auch gegen Inder in Südafrika.
Der Innenminister Daniel Francois Malan legte am 23. Juli 1925 einen neuen Gesetzesentwurf (Areas Reservation and Immigration and Registration (Further Provision) Bill) im Parlament vor, der die Vorgaben des von seinem Amtsvorgänger Patrick Duncan im Jahre 1923 initiierten Class Area-Gesetzesentwurf noch verschärfte. Während letzterer Gesetzesentwurf lediglich mit dem Ziel eines separaten Handels- und Wohnrechts für die Inder entworfen worden war, definiert der neue Entwurf die südafrikanischen Inder nun als Ausländer und sah deren sozio-ökonomische Einschränkung durch eine organisierte Aussiedlung nach Indien vor.
In einer Nachricht vom 24. September 1925 an die indische Regierung erklärte die Unionsregierung erneut, dass sie keine Notwendigkeit für eine Round-Table-Konferenz sehe, und dass zwischen beiden Regierungen nur die Rückführung der südafrikanischen Indianer zu diskutieren sei. Im November 1925 warben Vertreter des South African Indian Congress noch einmal bei Innenminister Malan für eine Round-Table-Konferenz und reisten wenige Tage später nach Indien, um mit dortigen Regierungsvertretern über ein solches Treffen zu sprechen. Im Dezember besuchte die Paddison Deputation, angeführt von G. F. Paddison, dem Commissioner of Labour in Madras, die Südafrikanische Union und bereitete mit ihren Gesprächen den Weg für künftige Round-Table-Konsultationen. Eine Gruppe von Mitgliedern des South African Indian Congress, allerdings geleitet von Abdullah Abdurahman, reiste nach Indien und traf am 19. Dezember 1925 den Vizekönig zu einem Gespräch. Delegierte des South African Indian Congress waren bei der 40. Tagung des All-India Congress in Cawnpore anwesend. Dabei nahm Sarojini Naidu, Vorsitzende des Indischen Nationalkongress, auf die Lage der Inder in Südafrika Bezug. In ihrer Rede verband sie diese mit Indiens Unterwerfung unter fremde Herrschaft und forderte die Freiheit ihres Landes.
Dessen ungeachtet schritt die Regierung Hertzog mit weiteren antiindisch ausgerichteten Gesetzen voran. Der Mines and Works Amendment Act (Act No. 25 / 1926), auch Colour Bar Act genannt, beförderte die Anerkennung von beruflichen Befähigungszeugnissen für qualifizierte Arbeit, aber schloss indischstämmige Arbeiter davon aus. Diese Entwicklung stärkte unter den Indern und Coloureds die Überzeugung, dass sie eigene Gewerkschaften zur Vertretung ihrer Interessen benötigen würden. In der weißen Arbeiterschaft war dagegen die Auffassung weit verbreitet, dass in den damaligen Arbeitsmarktstrukturen unfaire Verhältnisse herrschten, denen zufolge Gefahren für ihren Wohlstand beständen und diesen insbesondere durch eine Deregulierung des Arbeitsrechts unter den Nichtweißen zu begegnen wäre.
Am 31. Mai 1926 sprach Indien eine Einladung zu einem Besuch einer südafrikanischen Regierungsdelegation aus, um Möglichkeiten der gegenseitigen Zusammenarbeit zu besprechen. Dieser Offerte folgte eine gemeinsame Visite von Frederick William Beyers, der Minister für Bergbau und Industrie, und des früheren Innenministers Patrick Duncan. Beide trafen am 19. September 1926 in Indien ein.
Innenminister Malan legte 1927 kurz nach einer Round-Table-Konferenz seinen Text für den Gesetzesentwurf Immigration and Indian Relief (Further Provision) Bill öffentlich vor. Danach war es vorgesehen, dass Kinder, die außerhalb der Südafrikanischen Union geboren worden waren und indischstämmige Eltern hatten, innerhalb von drei Monaten nach Südafrika kommen mussten. Weiterhin verfiel das Aufenthaltsrecht für Personen, die für drei zusammenhängende Jahre Südafrika verlassen hatten und solche, die illegal eingewandert, aber im Besitz von Duldungszertifikaten waren. Ferner gab es Regelungen zur freiwilligen Rückkehr nach Indien verbunden mit Prämienzahlungen, deren Betrag 1931 verdoppelt wurde. Diese Praxis reduzierte man ab 1955, als deutlich wurde, dass nur ältere, nicht mehr im Arbeitsprozess stehende Menschen hiervon Gebrauch machten.

#### Verschiedenes
Im Jahr 1914 gründete Mohamed Cassim Angalia in Durban die Zeitung The Indian Views. Sie war zunächst ein Blatt der moslemischen Lesergruppe unter den Indern und entwickelte sich während der Apartheid zum führenden publizistischen Sprachrohr für die gesamte indische Minderheit in Südafrika.
Für eine umfassendere Lehrkräfteausbildung wurde 1930 in Durban das Sastri-Kolleg gegründet. Es verkörperte zu dieser Zeit eine höhere allgemeinbildende Schule und zugleich ein Lehrerseminar. Die Lehrerausbildung hielt hier bis 1951 an. Vor 1930 gab es nur das 1904 eingerichtete Lehrerseminar an der St.-Aidan-Mission in Durban.
Bis in die 1930er Jahre konnten Indischstämmige keine Universitätsausbildung aufnehmen und mussten dafür entweder nach Johannesburg, Kapstadt oder Fort Hare gehen bzw. im Ausland dieses Ansinnen verfolgen. Um das zu ändern wandte sich Kunwar Raja Maharaj Singh, damals in Südafrika der Generalagent Indiens, an die Leitung der Universität von Natal. Seinem Ansinnen wurde 1936 mit der Einführung von Teilzeitkursen für nichteuropäischstämmige Studenten entsprochen.
Mit dem im Jahr 1936 erlassenen Zuckergesetz (Sugar Act, Act No. 28 / 1936) begann man mit der Regulierung und dem Schutz der landeseigenen Zuckerproduktion und leitete auf diese Weise das Ende der Expansion indisch geführter Zuckerproduzenten ein, die aber weniger als ein Zehntel des damaligen gesamten Zuckerrohraufkommens in der Südafrikanischen Union erreichten. Anders als diesem Landwirtschaftssektor erging es dem Anbau von Bananen. Importe aus Mosambik führten zwischen 1933 und 1936 zu einem Preisverfall für die Plantagen in Natal.

### 1940er und 1950er Jahre

#### Konzentrationstendenzen in der Landwirtschaft
Die indisch geprägte Landwirtschaft in Natal hatte sich über die Jahrzehnte ihrer Existenz klar differenziert. Um 1944 lagen die Farmen des Zuckerrohranbaus bei einer durchschnittlichen Größe von 60 Acre (etwa 24,3 ha), für den Anbau von Bohnen, Getreide oder Tabak bei 25 Acre (etwa 10,1 ha), die des Obstanbaus bei 10 Acre (etwa 4,0 ha) und des Gemüseanbaus bei unter zwei Acre (etwa 0,8 ha). Die Bananenplantagen entwickelten ihren Schwerpunkt entlang des Mhlatuzana River, zwischen Mariannhill und Mount Vernon.
Im Jahre 1944 bearbeiteten etwa 1200 indische Zuckerrohrproduzenten über 70.000 Acre (etwa 28.330 ha) Land entlang der Küste Natals, von dem etwa zwei Drittel sich in ihrem Eigentum befand und nur ein Drittel gepachtet war. Die meisten dieser Zuckerrohrfarmen wurden zwischen 1920 und 1940 von ihren indischen Eigentümern erworben, davon etwa die Hälfte dieser Flächen nach 1930.

#### Kontroverse zwischen Indien und Südafrika
Die diskriminierend wirkenden Lebensumstände der asiatisch- und speziell indischstämmigen Bevölkerung in Südafrika waren für Indien wiederholt Anlass, die Südafrikanische Union deswegen zu kritisieren, was als Indian dispute with South Africa oder Indian issue bekannt wurde. Diese zunächst bilateral begonnene Kontroverse entwickelte sich zunehmend und bereits vor der UN-Sitzungsperiode 1946–1947 auf internationaler Ebene.
Die 1946 begonnene und bis 1948 andauernde Indian Passive Resistance Campaign (deutsch etwa: „Indische Kampagne des passiven Widerstands“) stellt ein bedeutsames Ereignis in der südafrikanischen Geschichte des 20. Jahrhunderts dar. Beginnend mit kleineren Demonstrationen einiger hundert Personen kam es unter Beteiligung von Gewerkschaften und anderen Organisationen im Jahre 1947 zu einer Willensbekundung mit 35.000 Teilnehmern. Die Indian Passive Resistance Campaign leitete darüber hinaus die Mobilisierung der Weltöffentlichkeit zur Unterstützung der Freiheitsbewegung in Südafrika ein und ermutigte gleichzeitig die schwarze Bevölkerung zu entschiedeneren politischen Aktionen gegen die rassistischen Verhältnisse im Land. Das bereitete den Weg von der bisherigen Taktik der Petitionen und Kompromisse hin zu Massenkundgebungen mit der Forderung nach Gleichberechtigung aller Bürger des Landes. Maßgebliche Akteure waren dabei Monty Naicker, seit 1945 Präsident des Natal Indian Congress, und Yusuf Dadoo. Führend in Bezug auf die Beteiligung indischer Frauen war die organisatorisch prägnante Ärztin Kesaveloo Goonam. Sie leitete die zweite Aktion der Kampagne am 22. Juni 1946 und wurde deswegen einige Tage später zu sechs Monaten schwerer Zwangsarbeit verurteilt.
Als Konsequenz aus der zunehmend umfassenden Diskriminierung von Minderheiten in der Südafrikanischen Union, so auch der indischstämmigen Bevölkerung, begann Indien 1946, seine offiziellen Kontakte zu diesem Land zu reduzieren. Dieser Prozess begann bei den bilateralen Handelsbeziehungen. Ab 1946 brachte Indien die Behandlung der indischstämmigen Bevölkerung Südafrikas in den jährlichen Versammlungen der Vereinten Nationen (UN) zur Sprache. Die Vereinten Nationen setzten 1951 einen kleinen Ausschuss unter Beteiligung von Indien, Pakistan und der Südafrikanischen Union zur Klärung des Konfliktes ein. Dieses Gremium blieb jedoch wirkungslos, weil die südafrikanische Regierung einen Einfluss der UN ablehnte und ihren Umgang mit der indischstämmigen Bevölkerung als eine ausschließliche Angelegenheit ihres nationalen Rechtssystems betrachtete. Folglich berief die UN-Generalversammlung 1952 eine Kommission zur Förderung und Unterstützung von Verhandlungen zwischen den beteiligten Staaten. Sie bestand aus Vertretern dreier Staaten, von Kuba, Syrien und Jugoslawien. Die Leitung lag in den Händen des jugoslawischen Diplomaten Leo Mates.
In Folge des Inkrafttretens eines südafrikanischen Gesetzes, dem Asiatic Land Tenure and Indian Representation Act (Act 28 of 1946), auch als Ghetto-Gesetz bezeichnet, wurde der damalige in Südafrika akkreditierte indische Hochkommissar durch seine Regierung von seinem Amt zurückberufen. Ihre offiziellen Beziehungen unterhielten die beiden Länder seit diesem Zeitpunkt auf direktem Wege oder über ihre jeweiligen Hochkommissare in London. Pakistan unterhielt zu dieser Zeit mit der Südafrikanischen Union keine diplomatischen Beziehungen. Das Büro des Hochkommissars in Pretoria wurde 1954 offiziell geschlossen. Zu offiziellen diplomatischen Beziehungen zwischen beiden Staaten kam es erst mit ihrer Wiederaufnahme im Jahre 1993.
Die Eskalation der südafrikanisch-indischen Beziehungen setzten sich in der Gesetzgebung weiter fort. Nur kurze Zeit nach dem Amtsantritt von Malans Kabinett kam es im Parlament zum Beschluss des Asiatic Laws Amendment Act, womit die Bestimmungen des Kapitels 2 im Asiatic Land Tenure and Indian Representation Act von 1946 aufgehoben wurden. Dadurch verschwand die Rechtsgrundlage für die parlamentarische Vertretung der indischstämmigen Bevölkerungsgruppe durch gewählte weiße Obmänner im Senat und im House of Assembly sowie durch die Inder selbst im Natal Provincial Council und auf kommunaler Ebene in dieser Provinz. Zu den Auswirkungen der Gesetzgebung zählten auch Maßnahmen gegen den Zuzug von Indern in die städtischen Gebiete in Natal und Transvaal und zur Abwendung indischer Binnenmigration in die Kapregion. Die Regierung setzte Kommissionen ein, deren Aufgabe es war, solche Bevölkerungsbewegungen in Richtung der mehrheitlich europäisch besiedelten Areale zu überwachen. Die Prämie für eine freiwillige Rückkehr von Indern in die asiatischen Herkunftsregionen wurde erhöht und betrug nun 30 Südafrikanische Pfund pro Person. Gegen Inder ohne Unions-Bürgerschaft oder mit Vorstrafen wurden Deportationsanordnungen erstellt.
Eine 1949 vorgestellte Studie des Natal Indian Congress zu den Lebensverhältnissen der indischstämmigen Bevölkerung ergab, dass zu dieser Zeit etwa 7000 südafrikanische Inder ohne Arbeitseinkommen waren und davon nur etwa 400 Personen eine finanzielle Unterstützung erhielten.

Teilnehmerstaaten bei der Asian-African Conference von 1955

Im März 1955 kündigte der südafrikanische Innenminister an, dass die Prämie für freiwillige Rückkehrer nach Indien um die Hälfte reduziert würde. Statt der seit 1949 gezahlten 40 Pfund für Erwachsene kamen nun nur noch 20 Pfund auf individuelle Anfrage zur Auszahlung. Kinder unter 16 Jahren erhielten nun 10 statt bisherige 20 Pfund. Nach Angaben des Ministers verließen seit Beginn (1. August 1927) der als Repatriierung bezeichneten Aussiedlung über 17.000 Inder das Land und etwa 1000 kehrten wieder in die Südafrikanische Union zurück. Gegenwärtig würden zwischen 40 und 50 Personen in diesem Zusammenhang nach Indien ausreisen, so der damalige Innenminister.
Die Südafrikanischen Union wurde vor allem auf Betreiben Indiens nicht zur Bandung-Konferenz 1955 eingeladen worden, jedoch lud Ministerpräsident Jawaharlal Nehru die Antiapartheidsaktivisten Moses Kotane und Moulvi Cachalia als Beobachter zu dieser Konferenz ein.
Monty Naicker wurde 1955 zum Präsidenten des South African Indian Congress gewählt. Er war zu diesem Zeitpunkt gebannt.
An der damaligen Universität von Natal entstanden um 1955 mehrere Forschungsprojekte, die sich mit der Geschichte der Inder in Natal, ihren Lebensverhältnissen, den Einsatzmöglichkeiten als Arbeitskräfte sowie der Arbeitslosigkeit in dieser Bevölkerungsgruppe befassten.

#### Bündnisse mit Organisationen aus anderen Bevölkerungsgruppen
Ab 1943 nahmen indische Politiker des SAIC an den Treffen der All African Convention teil, die vom African National Congress (ANC) dominiert war, dem damals nur Schwarze angehörten.
1947 schlossen Dadoo, Naicker und der damalige ANC-Präsident Alfred Bitini Xuma den Dadoo-Naicker-Xuma-Pakt, der auch als Three Doctors’ Pact bekannt wurde und ein Bündnis von SAIC und ANC begründete.
1951 entwickelten Vertreter von ANC und SAIC – unter anderem Dadoo und Naicker – einen Strategieplan gegen diskriminierende Apartheidgesetze, der 1952 in die Defiance Campaign mündete. 1955 gehörte der SAIC zu den oppositionellen Gruppen, die auf dem „Volkskongress“ in Kliptown die Freiheitscharta verabschiedeten. Im Folgejahr begann das Treason Trial, ein langjähriger Prozess gegen Teilnehmer des Volkskongresses, darunter Dadoo, Naicker und Ahmed Kathrada. Kathrada war an der Gründung des bewaffneten Arms von ANC und SACP beteiligt, dem Umkhonto we Sizwe. Er wurde 1964 im Rivonia-Prozess zusammen mit Nelson Mandela und fünf weiteren Gefangenen wegen Sabotage zu lebenslanger Haft verurteilt.

### 1960 bis 1967

#### Versuche zur Einbindung der Inder in das Apartheidsystem
Die Apartheidsregierung Südafrikas versuchte zu Beginn der 1960er Jahre, mit einer politischen Offensive die Anliegen der indischstämmigen Bevölkerung in die fortschreitenden Strukturen ihrer Rassentrennungspolitik aktiv einzubinden. Dazu schuf man 1961 auf nationaler Ebene ein Department of Indian Affairs mit einem „weißen“ Minister. Diese Entwicklung fand unter regierungskritisch eingestellten Organisationen keine Unterstützung. Einige kleinere Organisationen und die South African Indian Organisation (SAIO) plädierten jedoch für eine Mitwirkung an der damaligen Segregationspolitik. Verhandlungsbereit eingestellte indische Repräsentanten wurden daraufhin von der National Party in Hinsicht auf künftige Kooperationsmöglichkeiten angesprochen. Dazu hielt man am 10. Dezember 1963 in Laudium eine Konferenz ab, in deren Folge sich der vorab diskutierte National Indian Council (deutsch etwa: Nationalrat der Inder) zu etablieren begann. Dessen geplante Zweckbestimmung lag in einer Vereinnahmung der indischstämmigen Bevölkerung und ihrer Repräsentanten, der Abwehr als radikal eingeschätzter Forderungen aus deren Kreis sowie in der Implementation der Bevölkerungsgruppe in die strukturell gefestigte Rassentrennungsideologie. Das Ausmaß der Ablehnung dieser Pläne war zunächst so stark, dass die Initiative der Regierung zu scheitern drohte. Als jedoch einige indische Repräsentanten doch auf Angebote eingingen, wurde dieses geplante Gremium unter der Bezeichnung South African Indian Council (deutsch etwa: „Südafrikanischer Rat der Inder“) neu gegründet. Er war eine zur Unterstützung der südafrikanischen Regierungsarbeit konzipierte Beratungsinstitution und genoss unter seinen Kritikern das Ansehen einer Marionetten-Gruppierung. Erstmals waren auf diese Weise die südafrikanischen Inder auf nationaler Ebene mit von der Regierung nominierten Repräsentanten in formaler Art und Weise vertreten.

#### Separate Hochschulbildung für Inder
Parallel zu den politisch-partizipativen Offensiven der Regierung zeichneten sich auf dem Bildungssektor ähnliche Entwicklungen ab. Im November 1960 wurde offiziell bekannt gegeben, dass die Errichtung des University College for Indians für 1961 vorgesehen war. Der dazu frühzeitig berufene Universitätsrat hatte die Gründung dieser Hochschuleinrichtung vorzubereiten und stand unter der Leitung von A. J. H. van der Walt. Der Erziehungswissenschaftler Stephanus Petrus Olivier (1915–1998) übernahm das Amt des Vice-Chancellor.
Die zur Apartheid kritisch eingestellten Organisationen der Inder lehnten eine Gründung dieser Hochschule ab und riefen landesweit zur Nichtkooperation auf, da in ihrer künftigen Existenz ein Beleg für die Ungleichheit im Bildungssystem des damaligen Südafrikas gesehen wurde. Eine von ihnen in Durban abgehaltene Konferenz endete mit dem Aufruf an alle Inder im Land zur Nichtkooperation, weil sie die Beteiligung an diesem Projekt als inakzeptable Unterstützung bildungspolitischer Vorgaben der Apartheidspolitik ansahen. Ferner ging aus diesem Diskurs die Position gestärkt hervor, nach der den akademischen Graden von Universitäten in Überseeländern der Vorzug eingeräumt werden solle. In Kreisen indischer Unternehmer in der Region Durban traf diese Anregung auf Interesse. Demzufolge bildete sich ein University Education Committee für die Provinz Natal, das Anwärter für ein künftiges Studium an der University of London vorbereitete, damit diese die Aufnahmequalifikationen nach den Anforderungen des British General Certificate of Education erfüllen konnten.
Schließlich kam es 1961 doch zur Inbetriebnahme dieser Hochschule, die zehn Jahre später den Universitätsrang erreichte und als University of Durban-Westville überregionale Bekanntheit erlangte. Als erster indischstämmiger Akademiker erhielt hier Chunderban Ramfol 1964 eine Berufung in eine Professur und übernahm den Lehrstuhl für Psychologie.
An der Universität entwickelte sich ein stark politisch geprägtes Klima. Mehrere Studentenproteste mit teilweise gewalthaften Auseinandersetzungen führten zu massiven Eingriffen damaliger Sicherheitskräfte. Eine Zuspitzung solcher Ereignisse erlebte die Universität beispielsweise 1981 anlässlich des 20-jährigen Jubiläums der Gründung der Republik Südafrika, als von 500 Studenten zum Boykott der Lesungen am 9. Juni aufgerufen wurde. Das führte zur Exmatrikulation von 10 Prozent der hier eingeschriebenen Studierenden. Parallel dazu gab es an vielen High schools von Durban und Pietermaritzburg Unruhen mit politischem Hintergrund. Der Director of Indian Education versuchte an Schülern der Merebank High School ein Exempel mittels einer Beschwerde vor dem Pietermaritzburg Supreme Court zu vollziehen. Proteste sowie Boykottaktionen gab es auch am M.L. Sultan Technikon und letztere an der Medizinischen Fakultät der University of Natal (siehe Anmerkung) in Wentworth. Im gesamten Land entwickelte sich während der Parlamentswahl im April sowie in den Monaten Mai und Juni eine angespannte Situation, die durch die Kontroverse um das Republic festival hervorgerufen worden war.
Ausbildungsprogramme für Lehrkräfte in den allgemeinbildenden Schulen der indischstämmigen Bevölkerung gab es an pädagogischen Hochschulen in Springfield für die Provinz Natal und in Fordsburg für die Provinz Transvaal. Die pädagogische Fakultät der University of Durban-Westville bildete Lehrer für weiterführende Schulen aus. Hier konnten Diplome für Hauptschul- und Handelsschullehrer sowie für Unterstufenunterricht in höheren Schulen und das Universitäts-Lehrerdiplom erworben werden. Ferner waren hier Abschlüsse als Bachelor (B.Ed.) und Master (M.Ed.) sowie Promotionsgänge in Erziehungswissenschaften möglich.

#### Verschiedenes
Im Jahre 1966 begann eine politisch-administrative Entwicklung, in deren Verlauf die Wahl lokaler Räte in indischen Regionalgemeinschaften etabliert werden sollte. Das Wahlrecht war diesbezüglich an Personen gebunden, die besteuerbares Grundeigentum besaßen oder solches im Wert von mindestens 500 Rand gepachtet hatten.
Im Zuge der Weiterentwicklung des Politikkonzepts zur Förderung der border industry kündigte 1966 die südafrikanische Regierung an, indische Industrieunternehmen unterstützen zu wollen, wenn diese unter Einbeziehung hiesiger indischer Arbeitskräfte in Regionen mit hoher Arbeitslosigkeit Neuinvestitionen in Produktionsanlagen tätigen würden. Dafür waren die Schwerpunktregionen von Pietermaritzburg, Stanger, Tongaat und Verulam vorgesehen.
Von interessierten Bibliothekaren ging im Jahre 1967 die Initiative zur Gründung der South African Indian Library Association aus. In den 1960er Jahren entstanden weitere Bibliotheksvereinigungen für andere nichteuropäische Bevölkerungsgruppen, jedoch schon 1930 hatten Bibliothekare die South African Library Association geschaffen.

### 1968 bis 1983

#### Kommunale Mitwirkung und staatsbürgerliche Stellung
Erst 1968 erhielt der South African Indian Council eine gesetzliche Grundlage, worauf das Parlament den South African Indian Council Act (Act No. 31 / 1968) beschloss. Demnach konnte der Minister für Indische Angelegenheiten (Minister of Indian Affairs) bis zu 25 Mitglieder berufen. Am 24. September 1968 trat der neue Rat zu seiner konstituierenden Sitzung zusammen und wählte H. E. Joosub aus Pretoria zu seinem Vorsitzenden. Prominente Vertreter der Bevölkerungsgruppe äußerten öffentlich Zweifel darüber, dass dieses Gremium den Interessen der indischen Bevölkerung dienen würde. Im Jahre 1974 erfolgte eine Reorganisation dieses Rates.
Als Antwort auf eine Parlamentsanfrage im April 1968 teilte der damalige Innenminister (Minister of the Interior and of Community Development) mit, dass bis zu diesem Zeitpunkt fünf kommunale Konsultativräte (Indian consultative committees) gebildet worden waren und ein weiterer in Roshnee (ein Vorort von Vereeniging) in Vorbereitung stehe. Mitte 1968 bildete sich aus prominenten Personen ein weiterer, informeller Konsultativrat in Kapstadt. In Chatsworth und Durban entstanden ähnliche Gremien.
Im September 1969 deklarierten offizielle Stellen Verulam (Durban) zum Indian group area. An diesem Ort gab es erstmals Gemeindewahlen (zum Indian Town Board) für indischstämmige Personen in Südafrika. Zum ersten indischen Bürgermeister einer Kommune wurde I. G. H. Kathrada gewählt und Dick Naicker übernahm dabei als erster Inder die Leitung einer Kommunalverwaltung (town clerk, deutsch etwa: Stadtschreiber, sinngemäß etwa: Verwaltungsdirektor) in Südafrika. Ein weiterer lokaler Selbstverwaltungsrat der Inder entstand im selben Jahr in Durban-Westville.
Der South African Indian Council wurde 1974 umstrukturiert. Auf Grundlage der Proclamation R167 vom 3. September 1974 konnte nun die Hälfte der künftigen 30 Mitglieder von der indischstämmigen Bevölkerung gewählt werden. Die Wahl erfolgte am 3. November zeitgleich mit den Wahlen für die Indian local authorities, local affairs committees, management committees und consultative committees. Daraus gingen zehn Repräsentanten für Natal, vier für Transvaal und einer für die Cape Province hervor. Der andere Teil wurde durch den Minister of Indian Affairs nominiert. Im Rahmen der Kritik an den Wahlen kam es zu Boykottaufrufen, beispielsweise durch das Indian Management Committee of Lenasia (Johannesburg). Im Zuge dieser Wahlen wurden Forderungen formuliert, ein landesweites Wählerverzeichnis für die Inder zu errichten. Die Regierung lehnte diese Argumentation mit der Begründung ab, dass viele Inder außerhalb der Indian group areas leben würden.
Im Mai 1983 wurde eine vormals existierende Organisation, der Transvaal Indian Congress (TIC), wiederbelebt. Wie der Natal Indian Congress (NIC) war diese Organisation an der Bildung der United Democratic Front (UDF) beteiligt. Essop Jassat wurde zum Präsidenten des TIC und Rashid A. M. Saloojee zu seinem Stellvertreter gewählt. Die erste größere Aktion des TIC war eine Kampagne gegen die Beteiligung an den Wahlen 1984, bei denen nach der neuen Verfassung von 1983 Vertreter der indischstämmigen Bevölkerung in das künftige House of Delegates gewählt werden konnten. Alle wahlwilligen Personen aus dem Kreis der Inder wurden als „feige Unterstützer der Apartheid“ („cowardly supporters of apartheid“) gebrandmarkt. Eine Woche vor den Wahlen nahmen die Sicherheitsbehörden viele Aktivisten des TIC fest. Der regionale NPP-Vorsitzende in der Kapprovinz, Raman Bhana, erklärte im August 1984, dass eine Politik „one man, one vote in a unitary state“ (deutsch etwa: ein Mann, eine Stimme in einem Einheitsstaat) nicht unterstützt würde.
Die von Gewalt gekennzeichneten Unruhen, die angesichts der Nichtbeteiligung der Schwarzen an der nun veränderten Parlamentszusammensetzung in deren Townshipsiedlungen im Gebiet des Vaal Triangle im September 1984 ausbrachen, übertrugen sich auf benachbarte indische Wohnsiedlungen. Den Unterstützern der Wahl zum House of Delegates prognostizierten führende Oppositionelle keinerlei Einflussmöglichkeiten innerhalb der indischen Bevölkerungsgruppe. Auch aus dem Kreis der weißen Opposition gab es Kritik an der Spaltung der Wähler durch die neue Verfassung. Frederik van Zyl Slabbert sagte hierzu im Februar 1984, dass das neue Verfassungsrecht den Wechsel von einer repressiven hin zur kooptativen Dominanz über die indische und Coloured-Bevölkerung darstelle.

#### Entwicklungen im ökonomischen und bildungspolitischen Sektor
Am 1. Februar 1971 nahm die The New Republic Bank ihren Betrieb in Durban auf. Ihre Aktien befanden sich im Eigentum interessierter Anteilseigner aus der indischstämmigen Bevölkerung. Der damalige südafrikanische Finanzminister Nicolaas Diederichs nahm an der offiziellen Eröffnungsveranstaltung am 7. Juli teil und verwies auf die wirtschafts- sowie beschäftigungspolitische Agenda seiner Apartheidsregierung, wonach nun dem „indischen Volk für seine Aktivitäten und Erwerbsgewohnheiten nichts mehr im Wege stehe“. Regionen wie Pietermaritzburg, Stanger, Tongaat und Verulam, wo die border areas privilegiert zur Ausführung gekommen waren, hätten ein großes Potenzial und es gäbe für die indischen Industriellen nun keinen Grund mehr, warum sie nicht von den „Vorzügen der Regierungspolitik in dieser Hinsicht“ Gebrauch machen sollten. Seit dem Jahre 1961 wären nun die Inder in Südafrika ein integraler Teil der gesamten Bevölkerung, anders als in der Ära Gandhi-Smuts, und in die „vielseitige Politik“ der „getrennten Entwicklung“ eingebunden.
Die Ausrichtung der Bank zu einem Geldinstitut im Sinne der Politik einer „getrennten Entwicklung“ wurde im Verlaufe der Eröffnungsfeier erkennbar, da unter den prominenten Teilnehmern auch M. De Wit Van Eyssen (Regional Director for the Department of Indian Affairs) und A. Mahmoud Rajab (Vorsitzender des Exekutivkomitees des South African Indian Council) vertreten waren. Gründungsdirektor (in der Funktion als managing director) der neuen Bank war Jayaram Narainsamy Reddy.
Reddy hatte schon 1969 eine vorteilhafte Perspektive indischen Unternehmertums innerhalb der Segregationspolitik in Südafrika erwartet und dabei die gedeihliche Kooperation mit der Regierung in Pretoria propagiert. Er sah darin Chancen für eine künftig „größere Anteilnahme am industriellen Leben“ und begrüßte die Integration der vier border areas (Pietermaritzburg, Stanger, Verulam und Tongaat) von Natal in den Fünfjahrplan der nationalen Wirtschaftspolitik.
Aus dem Department of Indian Affairs kam im Verlauf des Jahres 1972 die Ankündigung, dass in Lenasia ein Technical college für die Inder in der Region Johannesburg errichtet werden solle. Dieses Vorhaben wurde von staatlicher Seite betrieben, erhielt aber auch Unterstützung durch den H. M. Joosub Charitable Trust. Die Eröffnung verzögerte sich und konnte erst 1977 erfolgen. Weitere staatliche Investitionen in die höhere Schulbildung für die indische Bevölkerungsgruppe folgten zum Ende der 1970er Jahre.

### 1984 bis 1989

#### Inder im Parlament Südafrikas
In Folge der nationalen Wahlen im Jahre 1984 zum neuen Dreikammerparlament bildete sich eine anders als bisher strukturierte Regierung, die entsprechend der Verfassung von 1983 ihre Arbeit aufnahm. Neuerdings beteiligte indischstämmige Parlamentsmitglieder kamen im House of Delegates zusammen. Den Vorsitz in dieser Parlamentskammer übernahm S. V. Naicker, der zugleich Vorsitzender des gemeinsamen Ausschusses für Umweltangelegenheiten und Tourismus aller drei Kammern war. Aus dem Kreis indischer Parlamentsmitglieder berief der Staatspräsident Botha den Vorsitzenden der National People’s Party (NPP) Amichand Rajbansi zum Vorstand des Minister’s council für Indische Angelegenheiten. In dieser Funktion trat er im Ministerrang in das Kabinett Botha ein, jedoch ohne einen eigenen Geschäftsbereich zu verantworten. Die Übertragung eines Zuständigkeitsbereiches wurde ihm in Aussicht gestellt. Die Mandatsverteilung im House of Delegates mit seinen insgesamt 45 Abgeordnetensitzen erbrachte für die National Peoples Party 26, für die Partei Solidarity 15 und für die Progressive Independent Party (PIP) einen Sitz. Ferner gab es drei weitere, jedoch fraktionslose Abgeordnete.
Im Februar 1986 berief der Staatspräsident zwei neue Minister in der indischen Parlamentskammer. Der Solidarity-Abgeordnete Ismail Kathrada übernahm das Amt des Ministers für Gesundheitsdienste und Sozialfürsorge vom NPP-Abgeordneten Murugasen Samy Padayachy und Jayaram Narainsamy Reddy, Chef der Partei Solidarity wurde an Stelle von Boetie Abramjee Minister für Budgetfragen. Der Abgeordnete Pat Poovalingam schlug vor, gemeinsame Sitzungen der drei Kammern bei allen Debatten einzuführen, weil auf diese Weise die bisher schwerfällige Parlamentsarbeit effektiver und ökonomisch vorteilhafter zu bewerkstelligen sei. Dieser und drei weitere Abgeordnete wurden später von der Parteiführung ausgeschlossen, als sie im Januar 1988 gegen den Einheitspakt zwischen Solidarity und der NPP opponierten. Sie gründeten in der Folge die Progressive Reform Party (PRP).
Vom Transvaal Indian Congress (TIC) wurde im Januar 1987 die erschwerte Aufnahme von Schülern aus Soweto in den Schulen Lenasias kritisiert. Das House of Delegates hatte ein System erlassen, wonach die Schüler erst die Aufnahme an einer solchen Schule extern beantragen müssen. Daraufhin hatte der TIC alle Schulleiter aufgefordert, die Einschulung vorbehaltlos umzusetzen. In diesem Zusammenhang wurde seitens des TIC den führenden Mitgliedern im House of Delegates „Unredlichkeit“ vorgeworfen, da sie den Eindruck erweckt haben sollen, alle Schulen der Inder ständen anderen Bevölkerungsgruppen Südafrikas uneingeschränkt zur Verfügung.
Am 6. Mai 1987 fanden Wahlen für die „weiße“ Parlamentskammer, dem House of Assembly, statt. Das Wählerverzeichnis wies zum 31. Dezember 1986 3.037.792 weiße Wähler, 1.562.952 Coloured-Wähler und 592.837 indische Wähler aus. Kurze Zeit später, am 4. August 1987, mussten in Lenasia Nachwahlen zum House of Delegates in dessen Wahlkreis abgehalten werden, da das Parlamentsmitglied Abie Choonara (NPP) verstorben war. Der ihm nachfolgende Mandatsträger, Mohamed Shah (NPP), erlangte den Parlamentssitz nach einer Wahlbeteiligung von nur 16 %. Im Gegensatz zur Wahl im Jahre 1984 verweigerten deutlich mehr Wähler den Urnengang. Zuvor waren es nur 4867 und nun 7052 Personen. Der NPP-Führer Amichand Rajbansi wertete das Ergebnis als einen Beleg des Vertrauens in die Politik der Verhandlungen und nicht in die Politik des Protestes. Der Transvaal Indian Congress (TIC) führte hierzu an, dass die geringe Beteiligung ein massives Nichtvertrauen in das House of Delegates zeige und darüber hinaus seien diese Wahlen nach dem Electoral Act (deutsch: Wahlgesetz) von 1979 unrechtmäßig gewesen. In einer regionalen Zeitung stellte man die Kandidaten mittels einer Anzeige in Frage. Aus dieser Aktion entwickelte sich eine Protestkundgebung mit über 1000 Teilnehmern gegen das Dreikammersystem im Parlament. Der Konflikt über die Verfahrensfragen dieser Wahl erstreckte sich über einige Wochen. Schließlich forderte der TIC alle Parlamentsmitglieder im House of Delegates zum Rücktritt auf, da sie kein repräsentatives Mandat der indischen Bevölkerung hätten, um sie in dieser Funktion vertreten zu können.
Wenige Stunden nach der Eröffnung des offiziellen NPP-Büros in Lenasia wurde dieses durch eine Bombenexplosion schwer getroffen. Es erklärte sich niemand für diesen Anschlag verantwortlich.
Im Zusammenhang mit dem Ende der Apartheidsperiode und den ersten demokratischen Wahlen in Südafrika wandelte sich die NNP 1994 unter dem Einfluss ihres Vorsitzenden Amichand Rajbansi zu einer neuen politischen Partei, der Minority Front. Diese erlangte später in der Provinzvertretung von KwaZulu-Natal sowie im Stadtrat der eThekwini Metropolitan Municipality einige Abgeordnetensitze und konnte sich so als regionale politische Kraft für einen Teil der dort ansässigen indischstämmigen Bevölkerung etablieren. Bei der Parlamentswahl von 1994 konnte die Partei jedoch kein erfolgreiches Mandat in der Nationalversammlung gewinnen, bei den folgenden drei Parlamentswahlen (1999, 2004, 2009) war sie jedoch mit einem bis zwei Sitzen vertreten.

#### Oppositionspolitik der Inder zum Ende der Apartheid
Im Rahmen einer allgemeinen und rigoros organisierten Sicherheitskampagne im Verlauf des Februars 1988 wurden durch die Bannungsverfügungen der Regierung 16 Organisationen und weitere Einzelpersonen in ihrer Tätigkeit massiv behindert. Davon war auch Rashid Saloojee, der Vizepräsident des TIC betroffen.
Im August 1988 hielt der Transvaal Indian Congress (TIC) seine erste Generalversammlung in Johannesburg ab. Aus der dabei stattgefundenen Vorstandswahl ging Cassim Saloojee als Präsident hervor. Dieser war der Direktor einer indisch-südafrikanischen Sozialhilfeorganisation (Johannesburg Indian Social Welfare Association – JISWA), die gerade in Lenasia ein erstes Zentrum zur Bekämpfung des Alkohol- und Drogenmissbrauchs eröffnet hatte. Mehrere Repräsentanten des TIC statteten im selben Jahr dem ANC-Hauptquartier in Lusaka einen Besuch ab und erklärten, dass die Anerkennung des ANC von zentraler Bedeutung für jede Art einer Lösung hinsichtlich der inakzeptablen Verhältnisse in Südafrika sei.
Mitglieder des TIC und eine Delegation des COSATU sowie des Natal Indian Congress (NIC) besuchten im Mai 1989 den indischen Premierminister Rajiv Gandhi. Ein Ergebnis dieses Treffens war die Zusage der indischen Regierung, allen jenen Indern die Einreise zu versagen, die in Südafrika an „Regierungsstrukturen“ beteiligt waren.
Als Ahmed Kathrada nach 26 Jahren Haftaufenthalt entlassen worden war, veranstalteten Schüler der Nirvana High School in Lenasia eine öffentliche Begrüßungszeremonie. Dabei erklärte er, dass für ihn früher die Devise „Befreiung vor Bildung“ (liberation before education) galt, sie jedoch falsch sei. Stattdessen sei es richtig, dass „Bildung und Befreiung“ Hand in Hand gingen. Später war Kathrada politischer Berater von Präsident Nelson Mandela und nach 1994 Parlamentsmitglied.

### 1990 bis 1994
Nelson Mandela weilte im Oktober 1992 zu einer politischen Visite in Pakistan, in deren Verlauf er das Grab von Mohammed Ali Jinnah, einem ehemaligen Weggefährten von Gandhi und Staatsgründer, besuchte. Während dieses Besuchs wurde ihm die staatliche Auszeichnung Nishan-e-Imtiaz (englisch: Order of Excellence), genauer der Nishan-e-Pakistan, verliehen. Das ist der höchste Orden des Landes für zivile Ehrungen, hierbei insbesondere für Leistungen der gegenseitigen Verständigung vergeben worden.
Eine Erklärung des indischen Staates vom 23. Oktober 1992, wonach mit Südafrika kulturelle Beziehungen offiziell aufgenommen werden sollen, kann nach Auffassung des südafrikanischen Außenministeriums rückblickend als erste Etappe zur Normalisierung der bilateralen Verhältnisse betrachtet werden.
Nach etwa 40 Jahren großer offizieller Distanz zwischen beiden Staaten eröffnete im Mai 1993 das Indische Kulturzentrum in Johannesburg, mit Harsh Bhasin als ersten Direktor. Entscheidende Veränderungen in den Beziehungen zwischen Indien und Südafrika kamen in Gang, als im November 1993 der südafrikanische Außenminister Pik Botha einen Besuch in Indien absolvierte. In dessen Folge wurde zuerst das indische Generalkonsulat in Johannesburg und im Mai 1994 die High Commission of India (die diplomatische Repräsentanz) in Pretoria eröffnet. Es folgte im selben Monat die Eröffnung des Generalkonsulats in Durban. Südafrika hingegen eröffnete seine diplomatische Vertretung in New Delhi am 1. November 1993 und wenige Tage später, am 22. November, unterzeichneten die beiden Staaten ein Abkommen zur Aufnahme voller diplomatischer Beziehungen. Im Zuge des politischen Wandels schufen Südafrika und Indien 1994 zwischen ihren Außenministerien eine gemeinsame Gesprächsebene. Diese Konsultationen wurden India-South Africa Joint Commission genannt und sind seither eine institutionalisierte Kommunikationsebene der zwischenstaatlichen Zusammenarbeit vor einem bedeutenden gemeinsamen historischen Hintergrund.
Pakistan errichtete im Dezember 1993 eine High Commission in Pretoria (Menlopark). Inzwischen gibt es auch eine konsularische Vertretung in Johannesburg (Saxonwold). Im nachfolgenden Jahr kamen zwischen Südafrika und Pakistan volle diplomatische Beziehungen zustande und der erste südafrikanische Hochkommissar trat im Juli 1995 in Islamabad seinen Dienst an.
Pakistans Präsident Asif Ali Zardari und Premierministerin Benazir Bhutto waren 1994 anlässlich der Einführung Nelson Mandelas in das Präsidentenamt nach Südafrika gereist. Dieser Besuch diente der offiziellen Kontaktnahme zwischen beiden Ländern. Künftige diplomatische Beziehungen mit Bangladesch wurden im Verlaufe der Feierlichkeiten mit dem angereisten Außenminister vereinbart. Formell begannen diese zwischenstaatlichen Beziehungen am 10. September 1994.
Zwischen Sri Lanka und Südafrika begannen die diplomatischen Beziehungen offiziell ab September 1994. Sie erhielten jedoch erst einige Jahre später mit einer festen gegenseitigen Vertretung ihre institutionelle Ausgestaltung. Südafrika wird in Sri Lanka durch einen diplomatischen Repräsentanten vertreten, der von hier auch die Geschäftsbereiche von Bangladesch und Nepal betreut.
Das bisherige südafrikanische Außenministerium (Department of Foreign Affairs) wurde 1994 umbenannt und trägt seither die Bezeichnung Department of International Relations and Co-operation (deutsch: Ministerium für Internationale Beziehungen und Kooperation). An dessen Umbildung während der Transformationsphase war das ANC-Mitglied Jerry Matjila wesentlich beteiligt. Im Rahmen seiner vielseitigen diplomatischen Karriere war er südafrikanischer High Commissioner in Indien, für Bangladesch, die Malediven, Sri Lanka und Nepal.

### Nach 1994

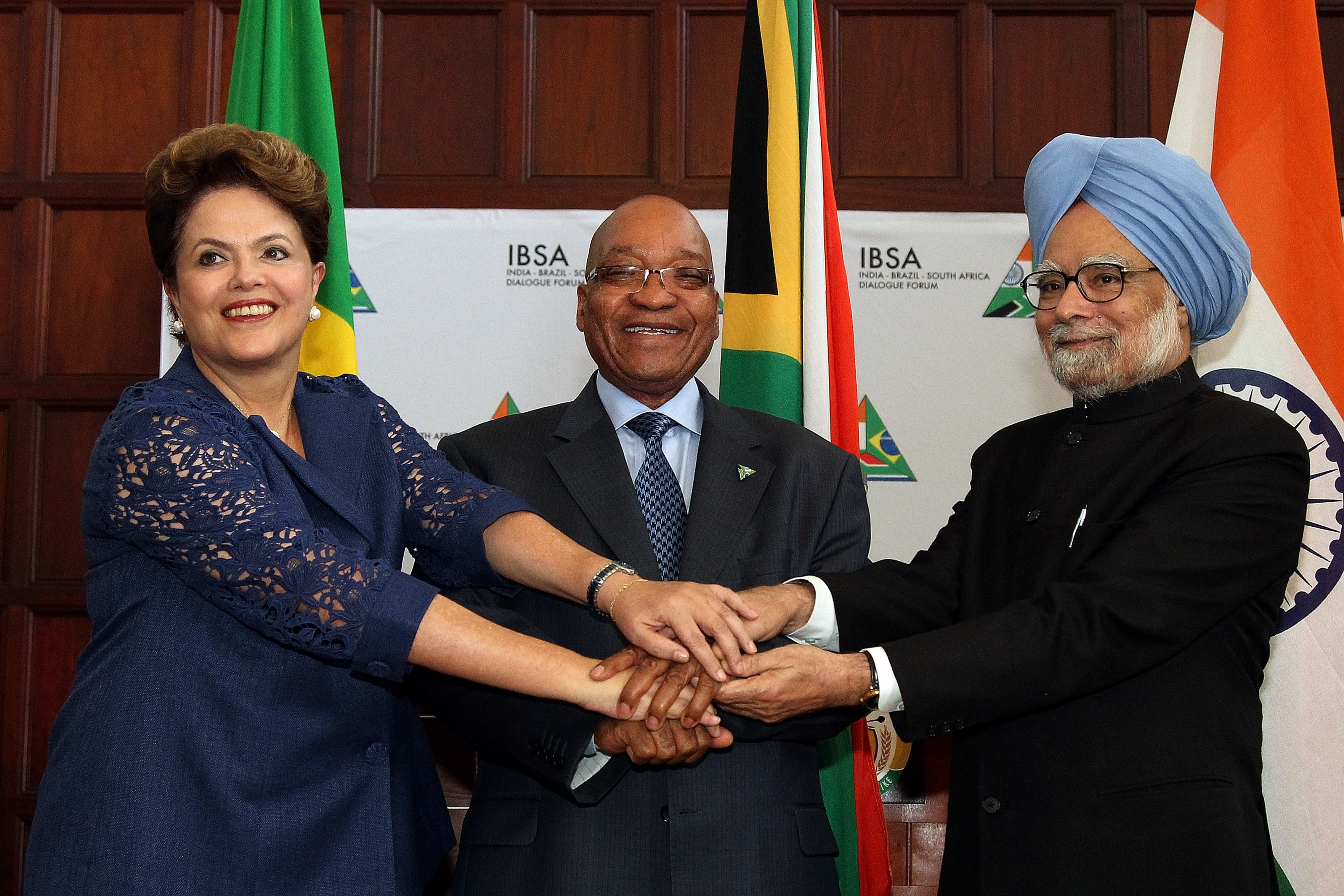
Staatsrepräsentanten Brasiliens (Dilma Rousseff), Südafrikas (Jacob Zuma) und Indiens (Manmohan Singh) beim IBSA-Dialogforum 2012 in Pretoria (v. l. n. r.)

Nach dem Ende der Apartheid und durch die veränderten gesellschaftlichen Verhältnisse infolge der demokratischen Reformen kamen neue Einwanderer aus Indien, Pakistan, Sri Lanka und Bangladesch nach Südafrika. Deren Leben bewegt sich in einer erheblichen kulturellen Distanz zu den seit mehreren Generationen im Land verwurzelten Indern.
Sri Lanka eröffnete am 1. Oktober 1997 in Pretoria die ständige diplomatische Vertretung und ließ seinen High Commissioner akkreditieren.
Die Außenminister von Indien, Südafrika und Brasilien beschlossen am 6. Juni 2003 in Brasília die Gründung einer langfristigen trilateralen Konsultation, das IBSA Dialogue Forum. Im Zentrum der Konsultationen stehen Angelegenheiten der Landwirtschaft, des Handels, der Kultur und Verteidigung.
An der Witwatersrand-Universität gründete man 2007 das Centre for Indian Studies in Africa (CISA), das zu Beginn des Folgejahres seine Arbeit aufnahm. Die Mellon-Stiftung unterstützte 2009 diesen Forschungsbereich bei der Errichtung eines Lehrstuhls für Indienstudien (Chair of Indian Studies) und der Gewährleistung von Forschungsstipendien für Postgraduierte. Im September 2008 startete der Lehrstuhl Gandhi-Luthuli Chair of Peace Studies an der Universität von KwaZulu-Natal. Am Zentrum für afrikanische Studien (Centre for African Studies) der Jawaharlal Nehru University in Neu-Delhi richtete das India Council for Cultural Relations (ICCR) im Geiste der bilateralen Beziehungen beider Staaten den Nelson-Mandela-Lehrstuhl ein.
Südafrika eröffnet im September 2007 in der Hauptstadt Sri Lankas, in Colombo, seine diplomatische Mission.
Vom 2. bis 5. Juni 2010 stattete eine südafrikanische Regierungsdelegation unter Leitung des Präsidenten Jacob Zuma dem indischen Staat einen Staatsbesuch ab. Im Ergebnis dieses Zusammentreffens unterzeichneten beide Seiten drei Abkommen. Diese umfassten die künftige Kooperation beider Staaten auf dem Agrarsektor, ein Luftverkehrsabkommen und die Zusammenarbeit zwischen dem Foreign Service Institute of India und der Diplomatic Academy of South Africa. Wenige Wochen später, am 30. August, eröffnete Präsident Zuma im MTN Expo Centre von Johannesburg die bilaterale Wirtschaftsmesse Indian Expo Exhibition.

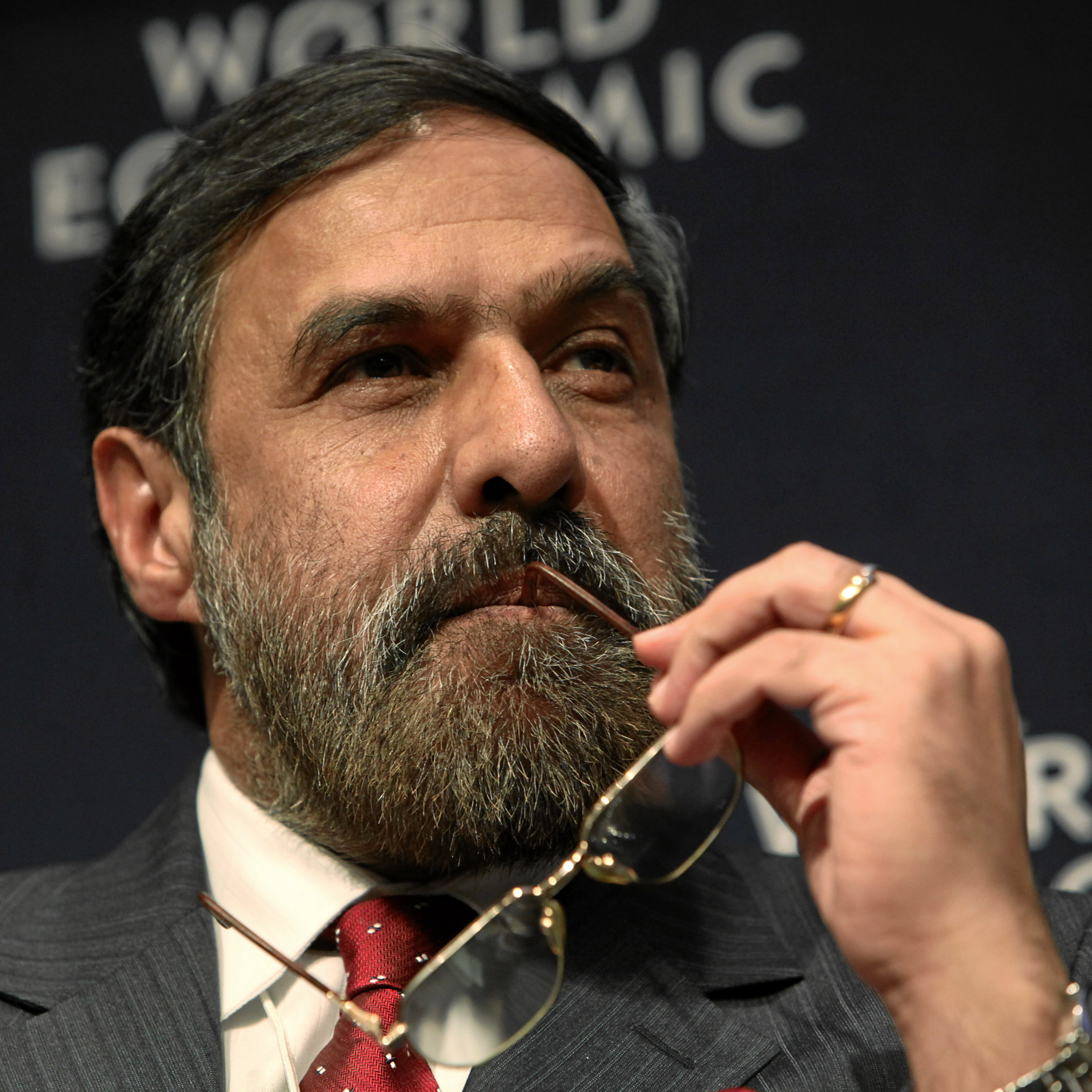
Handels- und Industrieminister Anand Sharma (2010)

An den Beginn der systematischen Einwanderung von Indern nach dem heutigen Südafrika wurde 2010 mit Veranstaltungen erinnert. Aus diesem Anlass entstand ein Dokumentarfilm mit dem Titel African Indian Odyssey.
Durch die Staatsrepräsentanten von Indien, Südafrika und Brasilien wurde im Oktober 2011 während einer IBSA-Dialog-Konsultation die Tshwane-Erklärung verabschiedet. Deren inhaltliche Basis dient einem gemeinsam abgestimmten außenpolitischen Auftretens im Rahmen der Völkergemeinschaft und in zahlreichen internationalen Organisationen.
Zu einem ersten Besuch eines südafrikanischen Regierungsvertreters in Pakistan kam es erst 2012. Der Vizeaußenminister Ebrahim Ismail Ebrahim stattete dem Land einen mehrtägigen Besuch ab.
Anlässlich des im März 2013 stattgefundenen 5. Gipfeltreffens der BRICS-Staaten in Durban, kamen in Begleitung des Premierministers Manmohan Singh der indische Finanzminister P. Chidambaram und der Minister für Handel und Industrie Anand Sharma zu einem Staatsbesuch nach Südafrika.

## Bevölkerungsentwicklung
Zwischen 1860 und 1911 kamen 152.641 indische Kontraktarbeiter und ab Mitte der 1870er Jahre auch Unternehmer über die Provinz Natal in das Gebiet des heutigen Südafrikas. Ein kleinerer Teil von ihnen migrierte in benachbarte Regionen. Nach 1890 waren etwa 15.000 Inder in Transvaal ansässig. Um 1880 lebten einige hundert Personen in Port Elizabeth und in East London. Die Diamantenfelder um Kimberley zogen zwischen 700 und 1000 Inder an. Kapstadt hatte zu diesem Zeitpunkt etwa 2000 indischstämmige Einwohner.
| Jahr | Personenanzahl              |
| ---- | --------------------------- |
| 1955 | 410.000                     |
| 1960 | 477.000                     |
| 1965 | 533.000                     |
| 1970 | 614.000                     |
| 1975 | 727.000                     |
| 1980 | 794.639                     |
| 1985 | 821.000 (ohne TBVC-Staaten) |
| 1991 | 984.200 (ohne TBVC-Staaten) |

In der Provinz Transvaal waren im Jahre 1960 57.300 und 1969 insgesamt 98.364 Personen indischstämmiger Abstammung ansässig.

## Sprachen
Die traditionellen Sprachen des ursprünglichen Herkunftslandes Indien werden von der Bevölkerungsgruppe in kulturellen und emotionalen Zusammenhängen praktiziert. Im Alltagsleben wird von 98 Prozent aller südafrikanischen Inder hingegen die englische Sprache genutzt. Einige Indischstämmige sprechen aus alltagspraktischen Gründen oder auf Grund ihrer Schulausbildung auch Afrikaans.
Zu den kulturell verwurzelten Sprachen zählen Tamil (51 Prozent), Hindi (30 Prozent), Gujarati (7 Prozent), Telugu (6 Prozent), Urdu (5 Prozent) und weitere mit einem Anteil von 1 Prozent. Die Herkunftssprachen werden an Schulen gelehrt und durch Kurse in der Hochschulbildung an der University of KwaZulu-Natal vertieft.

## Bildung
Während der Periode des Dreikammerparlaments seit 1984 war die politische Zuständigkeit für Bildungsfragen innerhalb der indischstämmigen Bevölkerungsgruppe dem Department of Education and Culture in der dritten Kammer, dem House of Delegates übertragen worden.

### Schulbildung
Im Bereich der Primar- und Sekundarschulen der Missionseinrichtungen war es seit etwa 1900 bis zu ihrer weitgehend flächendeckenden Schließung im Jahre 1953 üblich, Klassen mit europäischstämmigen und nichteuropäischstämmigen Kindern durch denselben Lehrer gemeinsam zu unterrichten. Indische und Coloured-Schüler der Kapprovinz besuchten hauptsächlich die Schulen ihrer schwarzen Altersgenossen. In der Mitte des 20. Jahrhunderts gewann die Tendenz zu einer separat gegliederten Schulbildung immer mehr an Akzeptanz. Dabei wurde nicht nur zwischen europäischen und nichteuropäischen Schülergruppen unterschieden, sondern letztere Gruppe nach rassistisch motivierten Vorstellungen aufgespalten.
Bemühungen zur Bildung gemischter Lehrkörper gab es bereits im 19. Jahrhundert mit wechselndem Erfolg. Innerhalb der missionsgeführten Primarschulen unterrichtete überwiegend nichteuropäisches Personal, teilweise unter Leitung eines europäischen Prinzipals und einer gemischt besetzten Schulleitung. Bei den Sekundar-, Gymnasien sowie den berufsorientierten Schulen war es verbreitete Praxis, gemischtes Lehrpersonal zu beschäftigen, für indischstämmige Schüler schwerpunktmäßig indische und europäische Pädagogen.

### Hochschuleinrichtungen mit ehemaligen Fokus auf indischstämmige Studenten
Bedeutende Hochschuleinrichtungen mit primärer Funktion für indischstämmige Studierende waren während der Apartheid folgende Institutionen:
- University College for Indians, in Durban (Chiltern Hills im Stadtteil Westville[50]), übergegangen in die
- University of Durban-Westville, in Durban (seit 1969 unter diesem Namen)

Am South African Native College of Fort Hare gab es über viele Jahrzehnte hinweg die gängige Praxis, eine gemischte Studentenschaft aus Afrikanern, Indern und Coloureds auszubilden.

### Berufsorientierte Ausbildungsstätten
- Sastri College, Durban[116]
- M. L. Sultan Technical College (1941 mit Spendengeldern begonnen[117]; zunächst Unterricht im Sastri College; 1946 als staatliche Schule anerkannt;[118] 1956 offiziell eröffnet[117])[119]

## Ausgewählte Medien mit Bezug zur Bevölkerungsgruppe

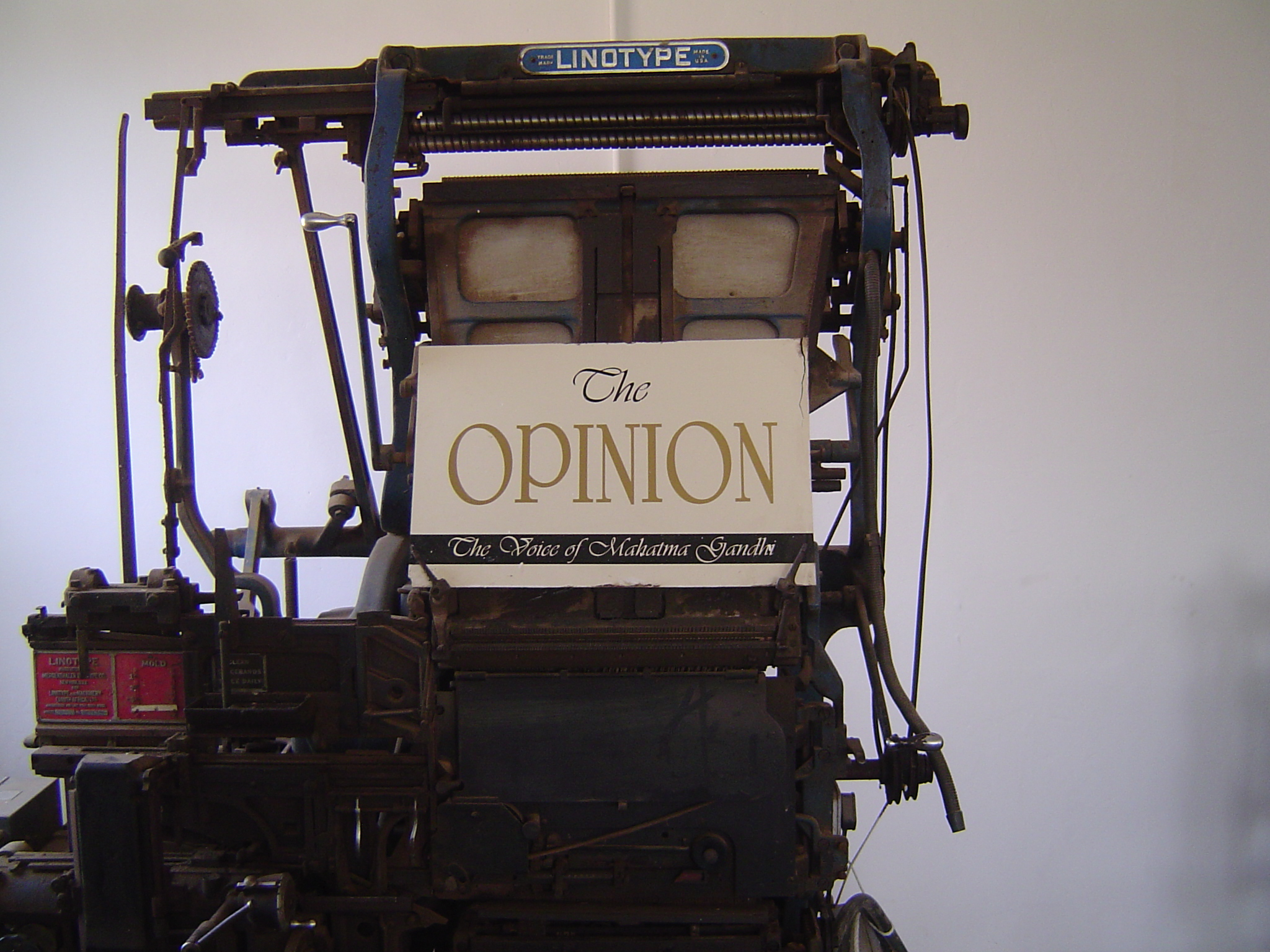
Linotype-Setzmaschine aus der Druckerei der Indian Opinion

### Historische Zeitungen
- Indian Opinion (deutsch etwa: Indische Meinung), gegründet 1903 durch M. Gandhi
- Indian Views (deutsch: Die Indischen Ansichten), gegründet 1914
- Leader (deutsch: Anführer), gegründet 1941
- Passive Resister (deutsch etwa: Passiver Widerständler), gegründet 1946, Organ des Transvaal Passive Resistance Council
- New Times (deutsch: Neue Zeiten), gegründet Mai 1947, sportlich und gesellschaftlich ausgerichtet

### Zeitschriften
- Crescent (deutsch: Halbmond), moslemisch-religiöse Zeitschrift
- Islam, 1946 gegründete Wochenzeitschrift
- Rising Sun (deutsch: Aufgehende Sonne), politisches Monatsjournal

### Sonstige Publikationen
- Fiat Lux (deutsch: „Es werde Licht“), Journal des ehemaligen Department of Indian Affairs, Erscheinungsperiode ab Mai 1966[120]

### Elektronische Medien nach 1994
Das Medienverhalten der meisten Inder in Südafrika ist stark von englischsprachigen Angeboten geprägt, obwohl indische Sprachen im Alltag verwendet werden. Es ist sehr verbreitet, Sendungen mit englischen Untertiteln auszustrahlen. Der Fernsehkanal SABC 2 sendet wöchentlich einige Stunden für die indischstämmige Bevölkerungsgruppe. Unter den DStv-Fernsehangeboten sind es die Sender Zee TV (Zentrale in Mumbai, Essel Group), B4U Movies (Bollywood-Profil aus Mumbai) und NDTV (Nachrichtensender aus New Delhi) sowie Sony Entertainment Television mit seinem Programm in Hindi.
Die South African Broadcasting Corporation bietet mit dem Radiosender Lotus FM ein speziell für die indische Bevölkerung produziertes Hörfunkprogramm an.

### Printmedien nach 1994
Die Wochenzeitung The Sunday Times aus Johannesburg produziert eine Beilage unter dem Titel Extra und die wöchentlich erscheinende Sunday Tribune in Durban liefert eine Sonderausgabe mit dem Namen Herald für die indische Leserschaft hauptsächlich in KwaZulu-Natal. Letztere ist die Sonntagsausgabe der Daily News in Durban. In der Region von West- und Zentral-Gauteng erscheint seit August 1976 die englischsprachige Lenasia Times  14-täglich (Wazeefa Publications) mit einer Print- und einer Online-Ausgabe. Sie ist heute das führende Blatt der Inder in Gauteng. Ferner erscheint für diese Region in Lenasia die Zeitung Indicator.
In Durban erscheinen weitere Zeitungen der indischen Community. Das sind The Post sowie die muslimisch orientierte Al-Qalam (englisch: The Pen, deutsch: Der Stift). Letztere bezeichnet sich als Southern Africa’s Muslim Newspaper und offeriert den Lesern ein nationales und internationales Nachrichtenspektrum.

## Ausgewählte indisch-südafrikanische Buchautoren und Künstler
Ein indischstämmiger Autor, der sich in seinen englisch- und gujaratisprachigen Werken über Jahrzehnte mit der Rassenpolitik in Südafrika auseinandersetzte, war Pranshankar Someshwar Joshi (1897–1983). Zwischen 1920 und 1942 wirkte der Journalist und Lehrer Joshi als Redakteur des Gujarat-Teils in der südafrikanischen Zeitung Indian Views. In der Mitte des 20. Jahrhunderts hatte er sich bereits große Achtung erworben, so dass seine Mitwirkung im Johannesburger Planning Council for Non-European Social Welfare gefragt war und 1956 Mitglied der südafrikanischen Sektion des PEN-Clubs geworden war. Von ihm stammt das 1945 in Bombay verlegte Buch mit dem Titel Verdict on South Africa: (The tyranny of colour). Es galt zeitweise als Standardlehrwerk in der Fakultät für Sozialwissenschaften an der Witwatersrand-Universität. Dieser Schrift folgten weitere monographische Abhandlungen auf demselben Themenfeld, wie die Titel Apartheid in South Africa: a plea for human rights for non-European people (1950), The struggle for equality (Bombay 1951), Unrest in South Africa (Bombay 1958), The tyranny of colour: a study of the Indian problem in South Africa (Port Washington, 1973) und Mahatma Gandhi in South Africa (Rajkot 1980).
Aziz Hassim (1935–2013) war ein bekannter südafrikanischer Schriftsteller. Mit seinem Roman The Lotus People beschrieb er das Leben des indisch dominierten Zentrums von Durban im Bereich der Grey Street, das den Eindruck einer Miniaturausgabe indischer Großstädte vermittelt. Er entwirft darin ein Bild seiner Heimatstadt jenseits touristisch inszenierter Blickwinkel und das von sozialer Differenzierung gezeichnet ist. Die Grey Street, benannt nach George Edward Grey, gilt im gesamten Südafrika als das kulturelle und wirtschaftliche Zentrum der indischstämmigen Bevölkerung.
 Von Aziz Hassim erschien 2009 in New York das Buch South African literature after the Truth Commission: mapping loss. (deutsch etwa: Südafrikas Literatur nach der TRC: ein Orientierungsverlust)
Fiona Khan (* 1964) stammt aus Durban, schreibt Kinderbücher und engagiert sich für eine bessere Lesekultur unter jungen Menschen. Einige ihrer Werke befassen sich mit der Informationsarbeit bezüglich des Immunschwächesyndrom AIDS. Der erste von ihr 2009 veröffentlichte Roman Reeds of Wrath (deutsch etwa: Dickicht des Zorns) untersucht die Ankunft der ersten indischen Einwanderer in Südafrika sowie den Einfluss von Britisch-Indien auf die Sklavenarbeit mit ihnen.
Omar Badsha (* 1945) wurde in Durban geboren und ist Fotograf mit sozialkritischem Interesse. 1973 unterbrach er seine künstlerische Arbeit und betätigte sich fortan in der Gewerkschaftsbewegung (TUACC). Sein erstes Buch mit der kritischen Beschreibung der Landesverhältnisse und Fotografien im Anhang widmet sich dem Lebensumfeld von Kindern in Südafrika. Es trägt den Titel Letter to Farzanah, erschien 1979 und wurde durch eine Bannungsverfügung verboten. Die Fotos zeigen Kinderarbeit und Lebensumstände in Squattercamps. Zudem ist er der Gründer der Internetgeschichtsdatenbank South African History Online.

## Offizielle Vertretungen Indiens in Südafrika

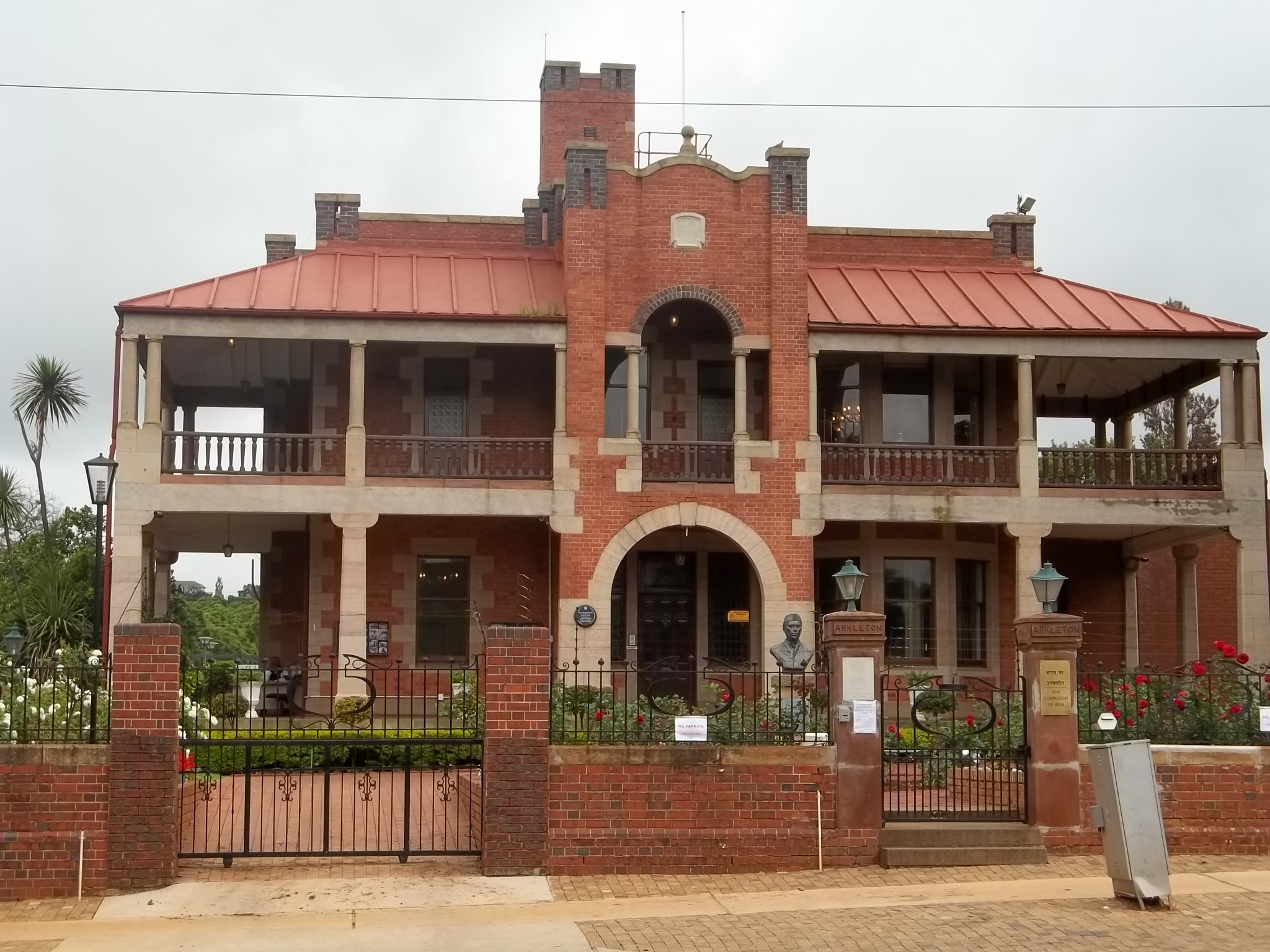
Amtsgebäude der Indian High Commission in Pretoria

Südafrika und Indien auf einer Weltkarte

### High Commission of India
Der Sitz des indischen Hochkommissars in Südafrika befindet sich in Pretoria. Er repräsentiert und vertritt in der Rolle eines Botschafters die Interessen des indischen Staates. Am Sitz der südafrikanischen Parlaments in Kapstadt unterhielt Indien eine Repräsentanz des High Commissioner, die nach einer Restrukturierung der Auslandsvertretung 2011 zu einem Generalkonsulat umgewandelt wurde.

### Konsularische Vertretungen in der Republik Südafrika
- Generalkonsulat Kapstadt
- Generalkonsulat Durban
- Generalkonsulat Johannesburg

## Kultureinrichtungen
Das Indian Council for Cultural Relations (ICCR) (deutsch etwa: Indischer Rat für Kulturbeziehungen) ist eine weltweit vertretene Regierungsorganisation Indiens, der mit seinen Indischen Kulturzentren (Indian Cultural Centre) auf dem Gebiet von Südafrika Repräsentanzen in Johannesburg und in Durban unterhält. Das Indian Cultural Centre – Durban arbeitet seit 1996, es liegt im Stadtzentrum (Durban CBD) und steht unter der Leitung des Indischen Generalkonsulats von Durban. Es verfügt über eine öffentliche Bibliothek mit über 3.700 Titeln. Indische Zeitungen und Zeitschriften ergänzen die Bibliotheksbestände. Im Rahmen der Kulturarbeit werden Tanz- und Musikkurse angeboten.
Das Indian Cultural Centre - Johannesburg befindet sich im Stadtteil Parkwood. Es arbeitet ähnlich wie das Zentrum in Durban.
Das Durban Cultural and Documentation Centre im Stadtteil Greyville ist ein Museum, das sich mit dem Lebensumfeld und der Geschichte der hier ansässigen indischstämmigen Bevölkerung befasst.
In Durban befindet sich eine von Parsee Rustomjee am 10. September 1921 gegründete Bibliothek, die sich dem Vermächtnis von Gandhi in Südafrika widmet. Sie trägt den Namen M. K. Gandhi Library und ist im Documentation Centre (UDW-Komplex) untergebracht.

## Bekannte Vertreter der indischstämmigen Bevölkerung Südafrikas
- Salamuddi (Salam) Abrahams, südafrikanischer Politiker (PPSA, später ANC), Vorsitzender des House of Delegates (Parlamentsausschuss Agriculture and Land Affairs und im Joint Standing Committee on Intelligence), 2014 Parlamentsausschuss Agriculture, Forestry and Fisheries und das Standing Committee on Appropriations[143]
- Kader Asmal (1934–2011), südafrikanischer Minister 1994–2004
- Abu Baker Asvat (1943–1989), Arzt, Antiapartheidsaktivist und AZAPO-Mitglied[144]
- Laloo „Isu“ Chiba (* 1930), Antiapartheidsaktivist
- Hoosen Mahomed Coovadia (* 1940), Arzt, Wissenschaftler, Beteiligter an den CODESA-Verhandlungen, Antiapartheidaktivist in Natal Indian Congress und der United Democratic Front
- Yusuf Dadoo (1909–1983), Antiapartheidsaktivist
- Bhawani Sannyassi Dayal (1892–1950), Aktivist für die Rechte der Inder in Südafrika[145]
- Ahmed Hoosen Deedat (1918–2005), muslimischer Aktivist, Träger des König-Faisal-Preises
- Frene Ginwala (* 1932), Politikerin, erste Frau in der Funktion des Speaker in der National Assembly (1994–2004), Chancellor der Universität von KwaZulu-Natal
- Pravin Gordhan (1949–2024), zwischen 1991 und 1994 Vorsitzender der Convention for a Democratic South Africa (CODESA), später südafrikanischer Finanzminister
- Kesaveloo Goonam eigentlich Kesaveloo Goonaruthnum Naidoo (1906–1999), erwarb als eine der ersten indischstämmigen Frauen in Südafrika einen Doktorgrad (Medizin), Antiapartheidaktivistin, nach politischer Haft im Auslandsexil
- Karthy Govender, Professor für Recht an der Universität KwaZulu-Natal, Mitglied in der South African Human Rights Commission[146]
- Ferial Haffajee, vormalige Chefredakteurin von Mail & Guardian und City Press
- Ahmed Kathrada (1929–2017), Antiapartheidsaktivist, Pravasi Bharatiya Samman 2005
- Mac Maharaj (* 1935), früheres MK-Mitglied und Kommunikationsspezialist, südafrikanischer Minister (1994–1999)
- Ismail Mahomed (1931–2000), Jurist, war als Verfassungsrichter und als Chief Justice of South Africa tätig
- Ismail Chota Meer (1918–2000), Rechtsanwalt und Antiapartheidaktivist
- Yasmin Shenaz Meer, Juristin und Richterin am Cape of Good Hope Provincial Division of the High Court
- Moosa Ismail Meer (1897–1972), Zeitungsverleger
- Fatima Meer (1928–2010), Soziologin und Antiapartheidsaktivistin
- Moosa Moolla (* 1934), Antiapartheidsaktivist, Mitglied der CODESA-Verhandlungsgruppe, südafrikanischer Botschafter im Iran, danach High Commissioner in Pakistan
- Mohammed Valli Moosa (* 1957), südafrikanischer Minister for Provincial and Constitutional Affairs (1994–1996)
- Gagathura Mohambry Naicker (1910–1978), Antiapartheidsaktivist und Arzt, Mitbegründer und Vorsitzender des Anti-Segregation Council
- Soobramoney Vythilingam Naicker, südafrikanischer Politiker (NPP), Präsident der Parlamentskammer House of Delegates
- Jay Naidoo (* 1954), früherer Generalsekretär der COSATU, südafrikanischer Minister (1994–1999)
- Stephen Naidoo (1937–1989), katholischer Geistlicher, Erzbischof von Kapstadt (1984–1989)
- Billy Nair (1929–2008), Antiapartheidsaktivist, ausgezeichnet mit dem Order of Luthuli 2004 und seit 2007 Träger des Pravasi Bharatiya Samman
- Ismail Omar, südafrikanischer Politiker (Solidarity), ehem. Vorsitzender der Partei Solidarity
- Ebrahim Patel (* 1962), südafrikanischer Minister of Economic Development (seit 2009)
- Navi Pillay (* 1941), Juristin und Hohe Kommissarin der Vereinten Nationen für Menschenrechte (2008–2014)
- M. Pillay († 13. Juli 1988), Politiker und Abgeordneter des House of Delegates
- Amichand Rajbansi (1942–2011), Politiker im südafrikanischen Dreikammerparlament ab 1984, Gründer der National People's Party und ehemaliger Vorsitzender der Minority Front[147]
- Jairam Reddy, Vice-Chancellor der University of Durban-Westville von 1990 bis 1994[148]
- Cassim Saloojee (1935–2009), ehemaliges Mitglied des South African Indian Congress und der United Democratic Front, Parlamentsmitglied 1994–2009[149]
- Moulvi Saloojee († 1983), muslimischer Geistlicher und ehemaliger Präsident des Transvaal Indian Congress (TIC)
- Anant Singh (* 1956), Filmproduzent, Antiapartheidaktivist, seit 2016 Mitglied des Internationalen Olympischen Komitees.

## Weiterführende Literatur
- Joseph John Doke: M. K. Gandhi; an Indian patriot in South Africa. London Indian Chronicle, Ilford 1909 (online)
- Robert A. Huttenback: Gandhi in South Africa: British imperialism and the Indian question, 1860–1914. Cornell University Press, Ithaca/London 1971, ISBN 0801405866
- Anand Singh: Indians in post-apartheid South Africa. Concept Publications, New Delhi 2005, ISBN 9788180692260
- Christiane Molt: Minderheiten im Transformationsprozeß Südafrikas: Inder in Durban. LIT, Berlin/Münster 2012, ISBN 9783825840129
- Sarita Maurya: Practice of Hinduism Among the Indian Diaspora in South Africa. GenNext Publication, New Delhi 2017, ISBN 9789380223100
- Zainab Priya Dala: What Gandhi didn't see: being Indian in South Africa. Speaking Tiger, New Delhi 2018, ISBN 9789388070515